# 越南共和国
越南共和国（越南语：／），通称南越，是位于越南南方的越南国政权通过1955年越南公民投票而改制建立的总统制共和国，首都为西贡（今胡志明市），首任总统为吴廷琰，得到了包括美国在内的87个国家的外交承认。越南战争中，南越与北越（越南民主共和国）对立，1975年被北越和越南南方民族解放阵线所滅。
越南在1887年成为法国殖民地，二战期间又受日本所支配。1945年，胡志明领导的越南独立同盟会发动八月革命宣布越南独立、建立社會主义的越南民主共和国，并与法国爆发第一次印度支那戰爭。1949年，反共势力在越南南方扶持阮朝逊帝保大成立越南国，与北方的越南民主共和国对峙。1955年，首相吴廷琰通过1955年越南公民投票取代保大成为南越的国家元首，建立越南共和国。
1960年12月，越南南方民族解放陣線（“越共”）成立，号召推翻越南共和国政权，在南方乡村建立革命根据地，从事颠覆活动，北越政府则通过胡志明小道对其进行支援。南越逐渐失去了对乡村的控制，1961年美国总统约翰·肯尼迪因而决定在南越实施“特种战争”清剿越共。1963年11月1日南越军方發動軍事政變推翻並槍殺了吳廷琰，新上台的军政府不甚稳定，南越政局一时陷入持续约一年半的混乱局面。期间的1964年发生北部湾事件，美国总统林登·约翰逊派兵对北越作战，越战全面升级。直至1965年6月14日阮文绍上台执政，南越政局才有所缓和。
1973年美国、北越、南越和越南南方民族解放阵线签署《巴黎和平协约》，不久后美军基本撤离越南，越战成为南北越双方的决战。1975年，越南人民军发动春季攻勢、攻占首都西贡，越南共和国灭亡，被越南南方共和国临时革命政府接管，并改西贡为胡志明市。1976年，在越南民主共和国的领导下，越南南方共和国与之合并，统一为如今的越南社会主义共和国。

## 历史

### 背景

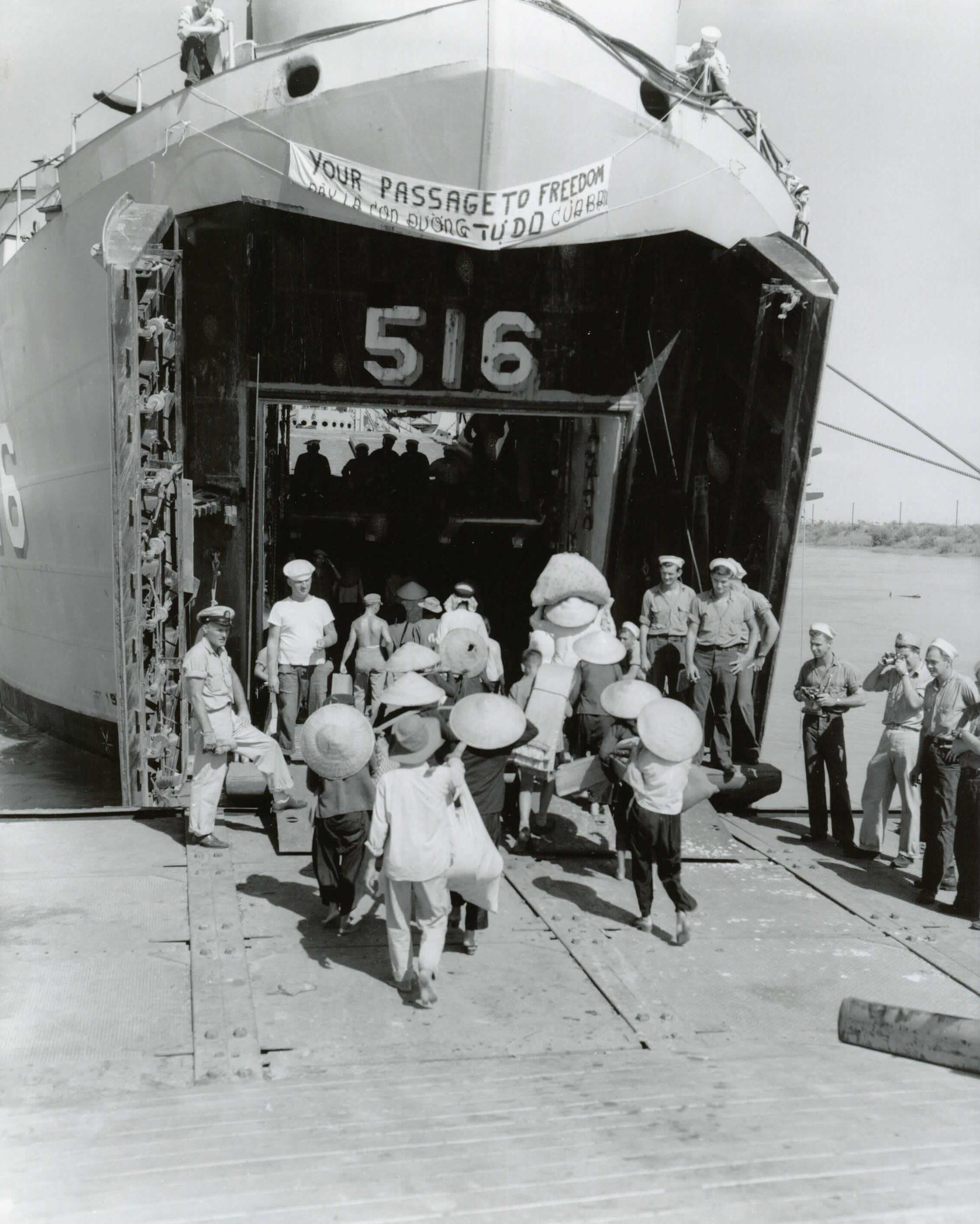
越南分治后，大约100万难民在“自由之路行动”期间逃离北越

第二次世界大战爆发前，越南属于法国殖民地，是法属印度支那的一部分，而越南全境又分为北部的东京保护国、中部的安南保护国和南部的交趾支那三部分。交趾支那是法国直属的殖民地，而东京保护国和安南保护国则名义上由顺化的越南皇帝保大帝统治，但实权仍在法国人手中。交趾支那受法国影响最深，也是法国人最感兴趣的地区，经济相对趋于多元化，和其它地区主要種植橡胶的情况不同。二战期间，印度支那处于维希法国和日本的双重统治之下，三九事件后被日本全面控制。1945年8月日本投降，越南处于权力真空状态之时，以胡志明为首的越南独立同盟会发动八月革命推翻保大帝，在河内成立越南民主共和国。9月10日，在北纬16度线以南，英军登陆西贡，救援被日军关押的法国殖民军，越南南部重归法国控制。
1946年6月，法国扶植交趾支那独立，成为南圻自治共和国。1946年12月19日法国炮轰海防市，第一次印度支那战争全面爆發。1949年6月，法国决定靠成立傀儡政权的方式改善局面，成立立場反共的越南国并挑选当时流亡香港的逊帝保大作为“国长”（Quốc trưởng，即国家元首）。1950年起，越南民主共和国自中國处获得了大批军事援助，法国亦於同年藉由共同防御协定得到一批來自美国的援助。第一次印度支那战争也因此成为冷战的一部分。1954年5月3日奠边府战役结束后，法国在战争中不再占优，双方开始和平谈判。面对法国殖民势力的撤退，保大開始尋求外部势力支持，为此选择了流亡美国的吴廷琰于1954年6月26日出任内阁总长。1954年7月11日，日内瓦会议达成《日内瓦会议最后宣言》，决定越南南北将以北纬17度线为界进行分治，北方由越南民主共和国（即北越）控制，南方由越南国控制。1956年举行统一选举解決越南问题，但礙於美国反對，越南国閣揆吴廷琰拒绝签字，拒绝与北越就统一选举问题展開磋商，声称統一选举“只有在完全自由的情况下進行才是有意义的”，因而取消这次选举。越南分治后，北越推行的土地改革政策使得部分地区趨於动荡，而大约100万难民趁機逃离北越、涌入南方，史稱“自由之路行动”。

### 吴廷琰统治时代（1955–1963）

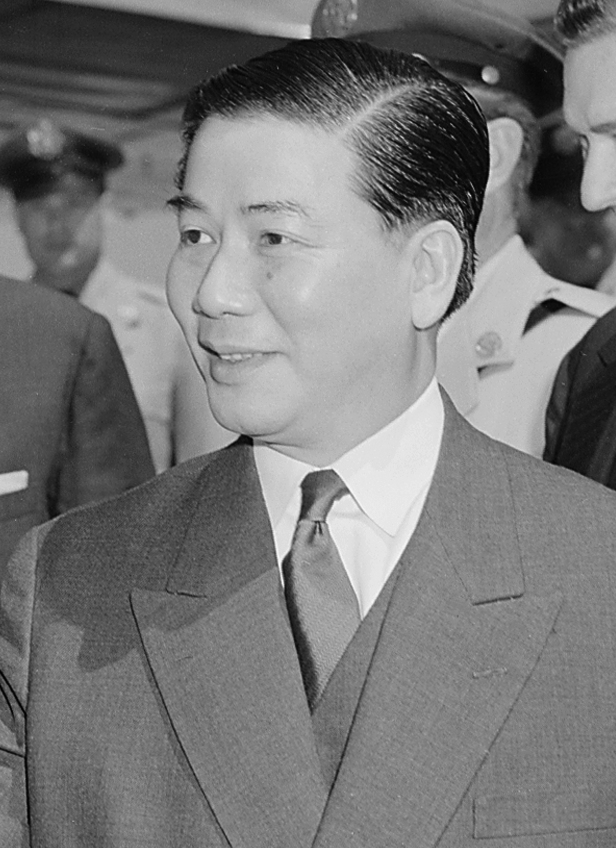
吴廷琰于1955年至1963年统治南越

1955年初，法属印度支那宣布解散，越南国末任閣揆吴廷琰奪得对南方的控制权。1955年10月23日吴廷琰主持公民投票以决定越南国的未来政体——公投由吴廷琰的弟弟吴廷瑈所操縱，吴廷琰得以废除君主制、驱逐保大，建立共和国。美国官员认为在公平的选举中，吴廷琰将获得60–70%的选票，但美国人低估了票数——例如在首都西贡，吴廷琰获得了超过60万张选票（选民名册上一共只有45万人）。吴廷琰將此次選舉当作一种测试威权的手段。1955年10月26日吴廷琰宣布自任越南共和国总统、总理、国防部长及三軍總參謀長。保大失去权力，流亡法国。法国政府及军队苦于阿尔及利亚战争无暇关注印度支那，于1956年4月全面撤出越南。1956年7月7日越南共和国制宪会议通过新宪法。根据宪法规定，新成立的越南共和国采用三权分立制度，由民选總統擔任最高領導人，任期6年，10月26日宪法正式生效。
南越的统治集团逐步過渡到亲美的吴廷琰政府，为此，美国海军的自由之路行动运送了大约100万北越人移居到南方，大部分是天主教徒。中央情报局的爱德华·兰斯代尔上尉，曾经協助吴廷琰强化他的统治，為此发起一场宣传战，以鼓励尽可能多的难民迁往南方。这一行動具有双重目的：增加天主教徒的人数，以及增加南越的总人口数，以便赢得1956年的统一选举。北方六成以上的天主教徒迁移到南越，使他得到一批忠實的支持者，强化了他的統治基础。但当时吴廷琰的政治、军事地位尚不牢固：保大嫌恶吴廷琰，任命他只是出于政治需要；法國政府将其视为敌人，希望他辭職下台，而法国远征军仍是南方最强大的军事力量；吴廷琰領導的越南国军原本也是由法蘭西殖民帝國创立与训练的，其军官多由法国人委任，总司令阮文馨也是法国公民，曾屡次违抗吴的命令。吴廷琰还必须与2个宗教教派——高台教和和好教进行鬥爭，它们在湄公河三角洲都拥有自己的军队，其中高台教的军队估计有25,000人，三分之一由越盟控制。西贡的情形最为恶劣：平川派组织的犯罪集团，号称有4万大军，控制着妓院、赌场、和全亚洲无与伦比的鸦片制造厂。由于保大曾将警权出售予平川派，因而形成类似于1920年代美国芝加哥被“地下市长”艾尔·卡彭所控制的局面。因此，吴廷琰幾乎沒有任何權力。但在美国驻南越大使兼特别代表、前陆军参谋长約瑟夫·勞頓·科林斯与国务卿约翰·福斯特·杜勒斯的坚定支持下，吴廷琰粉碎了保大堂兄宝慧与南越军队总参谋长阮文馨发动政变的企图。

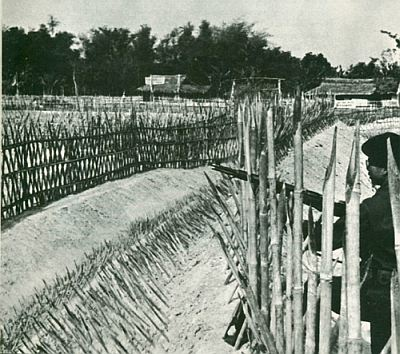
南越农村一处“战略邑”

吴廷琰上任后发动了全国性的反共运动，以扫除国内的共产党势力，並整肅高台教、和好教及平川派的军队。吳廷琰亦積極爭取外國支持，他曾說：「一切毁譽，我都不把他放在心中。……但，國際友人應該正視南越的實際政治，勿為謊言所惑。」從1957年起，吳氏進行連番外交訪問，走訪美國、泰國、澳洲、韓國、印度等多個國家，尋求提高南越國際地位。中華民國政府亦獲南越政府邀請，派遣「中華民國駐越軍事顧問團」，協助南越政府建立政戰制度。而屬於南越盟友的美國，1955年至1959年間，總共投入10億美元的軍事、經濟、技術、物資援助及派出軍事顧問，協助建立美式軍隊。美國總統德懷特·艾森豪曾致信吳氏，承諾美國會向南越提供援助，並能「更有效地運到越南，以及更有助於越南政府（南越）的繁榮和安定」。
1959年，越南共产党中央委员会决定武装统一越南，并派遣大量军事人员前往南越发动“人民战争”。1960年12月20日，“越南南方民族解放阵线”（南越及西方媒体称之为Việt Cộng，即“越共”）成立，阮友寿任主席。1959年，北越开通了“胡志明小道”并通过该路线向越共运输物资，支援其进行武装活动，達到顛覆南越政府的目的。几年内，民族解放阵线已经控制了越南南方的大部分乡村地区。1961年，美国总统约翰·肯尼迪决定大力支援南越清剿越共武装，实行“特种战争”计划，在南越农村建立“战略邑”，即将分散的农村进行整合、并着重把守，以阻断越共游击队的发展。1962年吴廷琰在国会更宣布将戰略邑的建立作为南越国策。但該计划并未达到预期效果，反而引起农民不满，结果适得其反，到1964年大部分战略邑都遭到越共渗透，计划宣告失败。
南越政权不只受到越共的威胁——吴廷琰身为天主教徒，其领导下的南越政府所实行之偏袒、独尊天主教的政策引起了国内佛教徒的不满。1963年南越佛教徒和政府之间的矛盾引起一连串事件，爆发佛教徒危机。1963年5月8日发生顺化佛诞枪击案；6月3日发生顺化化学攻击；6月11日释广德于西贡街头公开自焚；8月21日吴廷瑈又指挥特种部队查抄西贡舍利寺。
吴廷琰政府在剿共作战的失败以及宗教政策的错误，导致南越军政界及美国肯尼迪政府失去了对吴廷琰的信心。1963年8月24日，美国国务院向美国驻南越大使馆发送的243号电报表明了美国对吴廷琰的失望，称将“另立新的南越领袖”。11月2日早晨，杨文明将军等一批越南共和国军队将领组织并逮捕了总统吴廷琰和吴廷瑈，是为1963年南越政变，政变结束了9年来吴氏兄弟在南越實行独裁主义和裙带关系的家族统治。

### 政变频发及越战白热化（1963–1973）

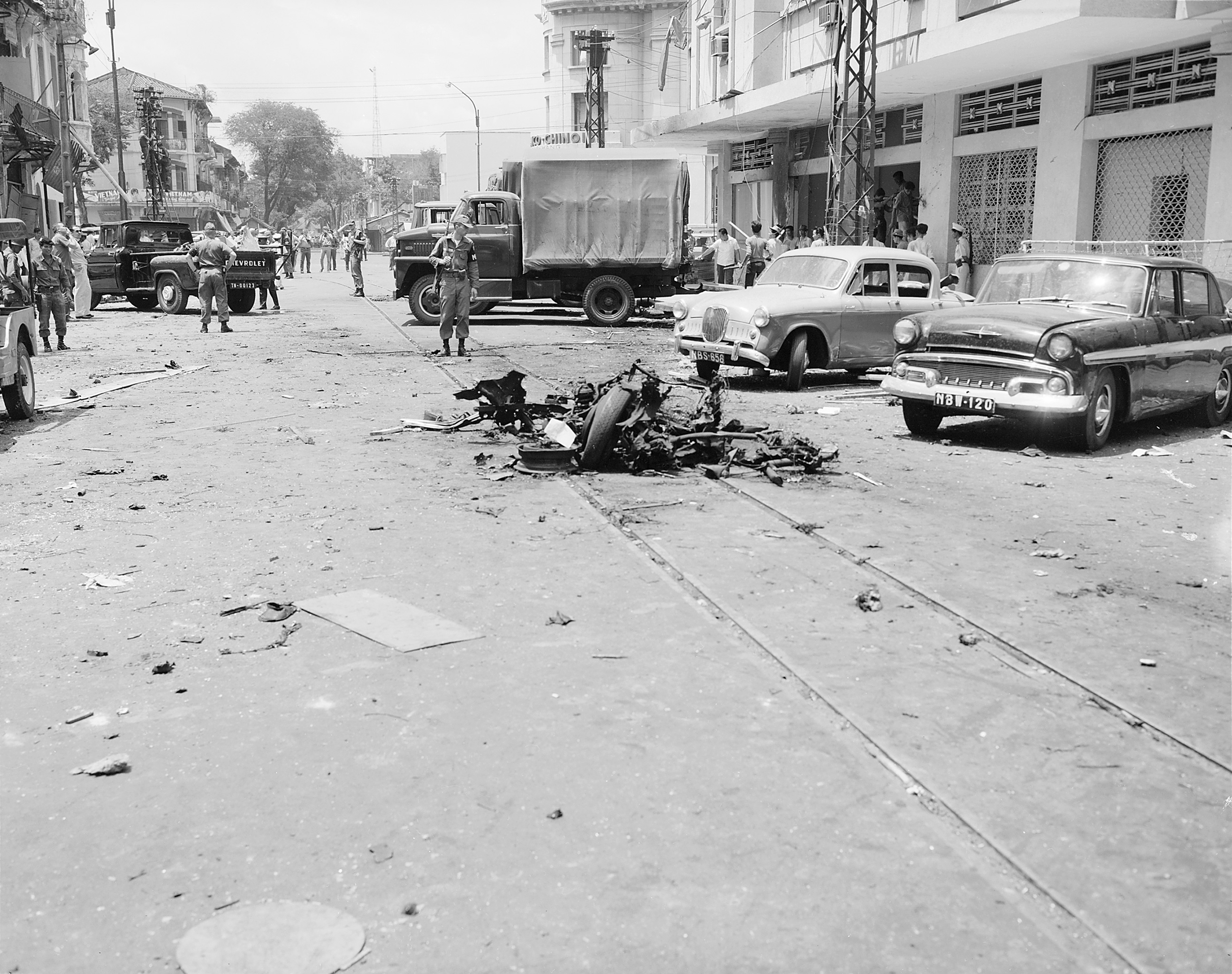
1965年越南南方民族解放阵线于西贡市中心引爆了一枚炸弹

南越政局因吴廷琰之死而陷入了持续约一年半的混乱局面。“军人革命委员会”于吴廷琰遇刺后不久接管了南越政权，1963年11月4日军人革命委员会颁布临时宪法，规定委员会主席杨文明代行国家元首职务，并由委员会组建临时政府。然而仅3个月后，杨文明政权便因倾向“中立化”、“亲法”等主张而为1964年1月南越政變推翻，政变的发动者阮慶出任总统。
同期发生北部湾事件（1964年8月2日）——一次北越和美国之间在北部湾海上发生的武装冲突。北部湾事件发生后，美国开始直接介入越战，并继续加大对南越军隊的扶持，促使战争进一步白热化。到1964年末，已有20万美军投入越戰。阮庆试图借机加强其权力，于8月7日宣布南越进入紧急状态，拟定了加强军人委员会权力的“头顿宪章”（越南语：／），引起不满，一连串的示威与罢工使得军事委员会迫於形勢放弃提案，同时南越国内天主教徒（支持阮庆）与佛教徒（支持杨文明）之间的冲突不断。随后军人委员会宣布解散，并成立由阮庆、杨文明和陈善谦三名将军组成的“临时领导委员会”，组建国家高级委员会，起草宪法，并组建看守政府。1964年9月南越发生了一次失败的军事政变，但亦使得阮庆再次被迫下放权力。10月，阮庆辭任国家元首，国家高级委员会提名潘克丑出任总统。

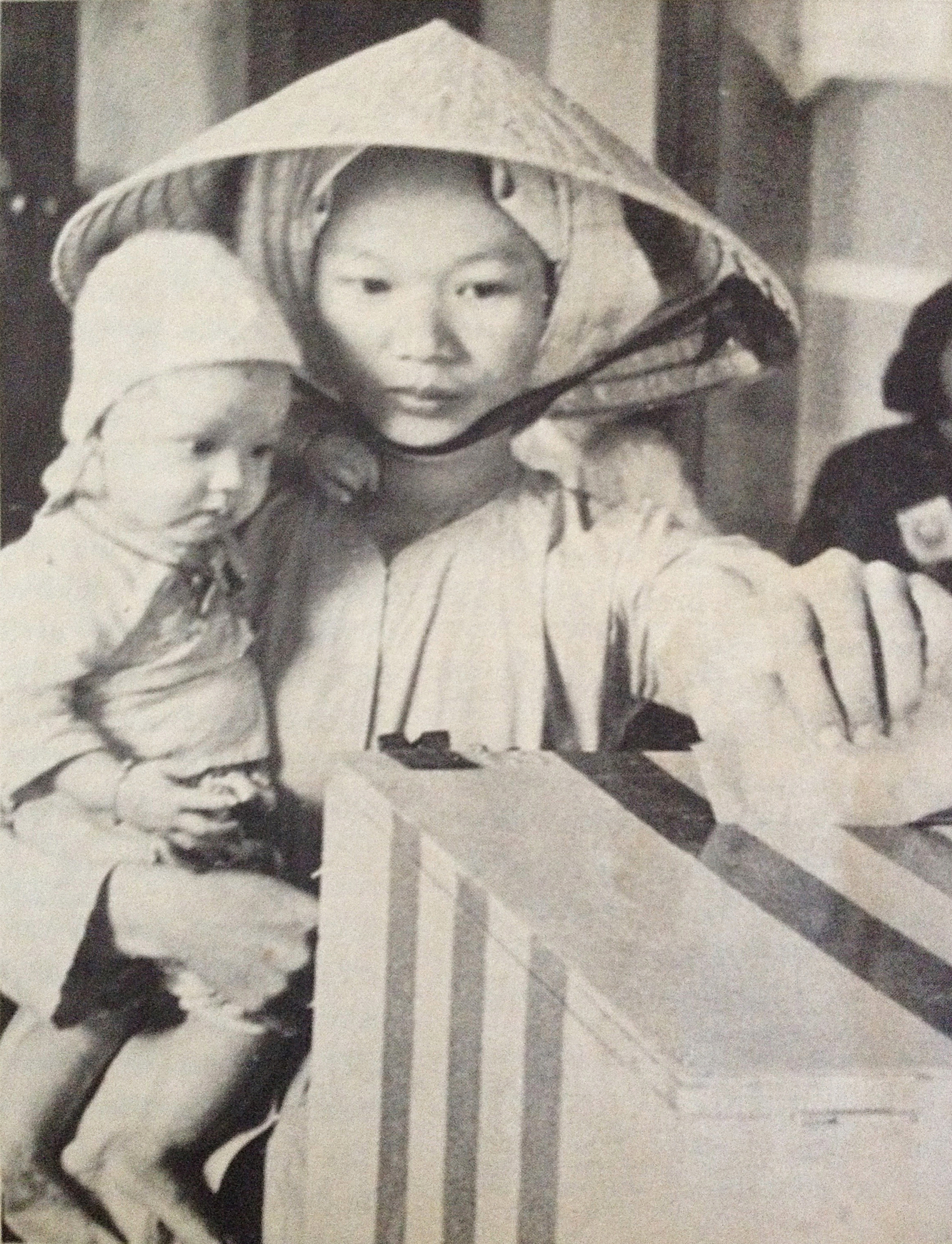
1967年越南大選时一位正在投票的妇女

1965年，南越国内反战运动兴起，主张和平的佛教徒在西贡、顺化等地多次发动动乱，引发流血冲突；同年2月再次发生政變。数次政变后阮文绍与阮高祺逐渐掌权，阮文绍于6月14日出任国家领导委员会主席（名义上的国家元首）；阮高祺于6月19日出任南越总理。1966年初，岘港爆发亲佛教示威，但很快被政府化解。1967年4月新宪法颁布，规定总统民选。9月3日總統選舉結果，阮文绍以34.8%的得票率当选总统，阮高祺出任副总统。
战事方面，1964年－1968年间，美军发动了多次陆上攻势与战略轰炸，并取得一定成效。至1967年，駐越美軍麾下总兵力已近47万人。1968年1月春节前后，北越发动规模空前的春节攻势，联军估计北越军在顺化的激战中阵亡2,500到5,000人，89人被俘。 216名美国陆军和海軍陆战队軍人阵亡，1609人受伤。南越军阵亡421人伤2,123人，失踪31人。:213在140,000名原住人口中，超过5,800人死亡，116,000人无家可归。:216，是为越战的一个重要轉捩點，其中顺化战役最为持久，激战持续一个月。春节攻势的惨状造成美国国内舆论哗然，反战运动持续高涨，1968年3月31日，美国总统林登·约翰逊表示美军将逐步撤出越南战场，并宣布放弃竞选下任总统。越南战争成为美国1968年总统大选的主要议题。
1969年，理查德·尼克松成为美国总统，表示要推行“越南化”政策，让美军逐步撤出越南。1971年10月3日南越大选，阮文绍再度当选。1972年，北越发动复活节攻势南侵，经过6个月左右的激战，南侵的北越军大致敗退，致使越南人民军大将武元甲遭到解职。1973年1月27日，美國簽署《巴黎和平协约》。随后两个月内，駐越美軍全部撤出南越，僅留下如海軍陸戰隊使館衛兵等小規模的部隊，而駐越美軍司令部裁撤後的職能和職責移交給同年成立的美國駐西貢武官室（DAO）。

### 军事失败及覆亡（1973–1975）

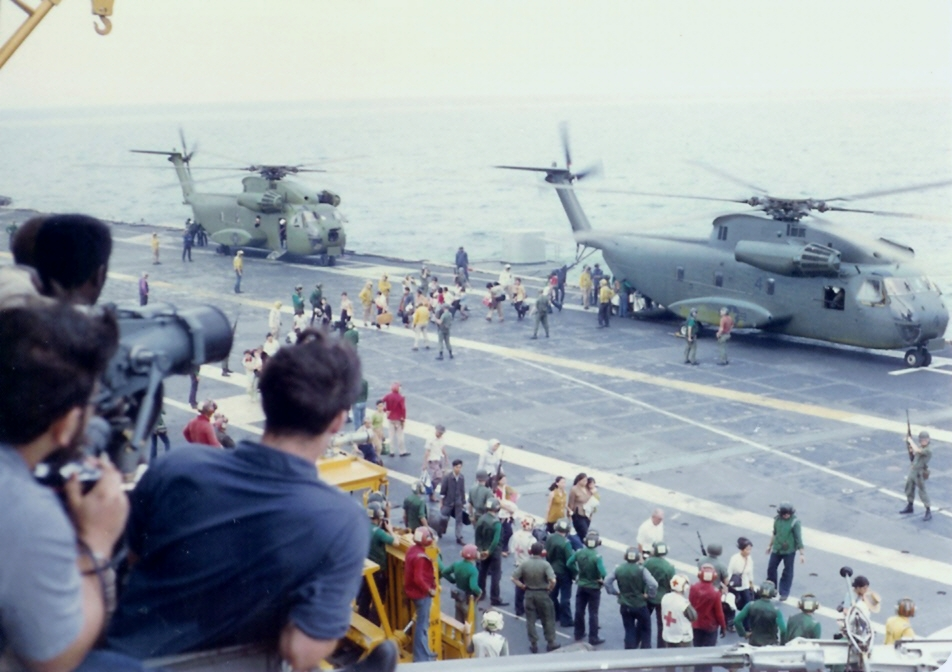
1975年4月29日，由西贡飞至美漢考克號航空母艦的直升机正卸下避难的南越市民

根据《巴黎和平協約》，美军撤出南越，不再参与越南战争；南北双方达成临时停火。失去美军支持的南越军面对越共的渗透显得力不从心，但仍占领其部分土地。1973年3月，北越亦召开一系列军事会议，决定在1976年推翻南越政权。3月15日，美国总统理查德·尼克松做出暗示，称若北越破坏停火協議，美军将出兵干预。尼克松的言论遭到美國輿論反对，6月4日，参议院通过了禁止出兵干预越南的决议。10月，石油危机波及南越，使其经济衰退。在停火期間，北越及越共亦未有停止军事渗透，其军事行动造成25,000名南越平民丧命。1974年1月，越共開始反攻，意图夺回早前丢失的领地；1月4日，总统阮文绍宣布重新與北越开战。
1974年8月，美国总统尼克松因水门丑闻辞职；美国国会同期表决削减对越援助资金，由每年10亿美元削减至7亿美元。而北越也重新修葺用以军援越共的胡志明小道，将其改建为配备加油站的高速公路。1975年，北越发动春季攻势向南进军。越南人民军于装备上具有优势，缺乏物资和武器装备的南越军在防御和反攻方面均連連失利。阮文绍随后主动命令军队撤出中央高地，南越军队士气遭受严重打击，几乎使得南越兵败之危局不可逆转，顺化、岘港和大叻均遭攻陷。阮文绍请求美国新任总统杰拉尔德·福特派出援助，但遭参议院以资金问题为由駁回。束手无策的阮文紹唯有向前政敌阮高祺求援，意图挽回劣势。1975年4月黎明岛麾下第18步兵师領導的春禄战役，是南越军最后一次有组织的防御战。4月21日，春禄被破，阮文绍宣布因首都圈防衛缺陷辞去總統一职，以越南共和國特使身分逃往台湾，并指派副总统陈文香接任，而陈文香仅接任总统一周，便又将职位交予杨文明将军。杨文明对北越的态度较为温和，政界希望他能與北越达成协议並结束战争，但事实上北越政府对此并无兴趣——4月30日，北越装甲車开入西贡，西贡陷落。同日，杨文明宣布无条件投降，并放弃余下领土。5月1日，芹苴等城市宣布投降，雖有零星反抗，越共仍在2日接收越南共和國軍仍控制的各省。
南越投降前夕，美军发动了大规模的疏散行动，三月上旬起即开始營救南越民间人士和美国相关人员至邻国，至最后的撤离行动“常風行動”开始前已撤出五万余人，“常风行动”中大部分人都直接搭乘直升机到达离岸的美军航母上，为史上最大型的直升机撤离行动，最终撤出七千余人，包含五千余名南越人和一千余名美籍及他籍人士。4月30日凌晨，“常風行動”宣告停止，但仍有南越和外籍人士滞留，部分人员亦被北越扣押至1980年才得以释放。
南越投降后，越南南方民族解放阵线正式取締南越政权，通过越南南方共和国临时革命政府接管。1976年7月，越南民主共和国（北越）同越南南方共和国临时革命政府合并，成立了统一的越南社会主义共和国，并存续至今。

## 地理
南越国土面积173,809平方千米，可大概分为沿岸低地、中央高地和湄公河三角洲三个地理区域，政府亦控制了西沙群岛和南沙群岛的部分岛屿。1974年西沙之战中，南越海军败给中国人民解放军海军，失去了对西沙群岛的控制。南越的地理最高峰是安南山脉的玉灵丘，海拔2,598米。南越使用UTC+8时间作为区时，较北越早一小时，同菲律宾、文莱、马来西亚、新加坡、中国大陆、台湾和西澳大利亚一致。南越国土处于热带季风气候区域，全年高温，旱雨季分明，雨季为5月至10月。首都西贡市的年间平均气温为25－29°C，年间降水量约1,800毫米。

## 政治

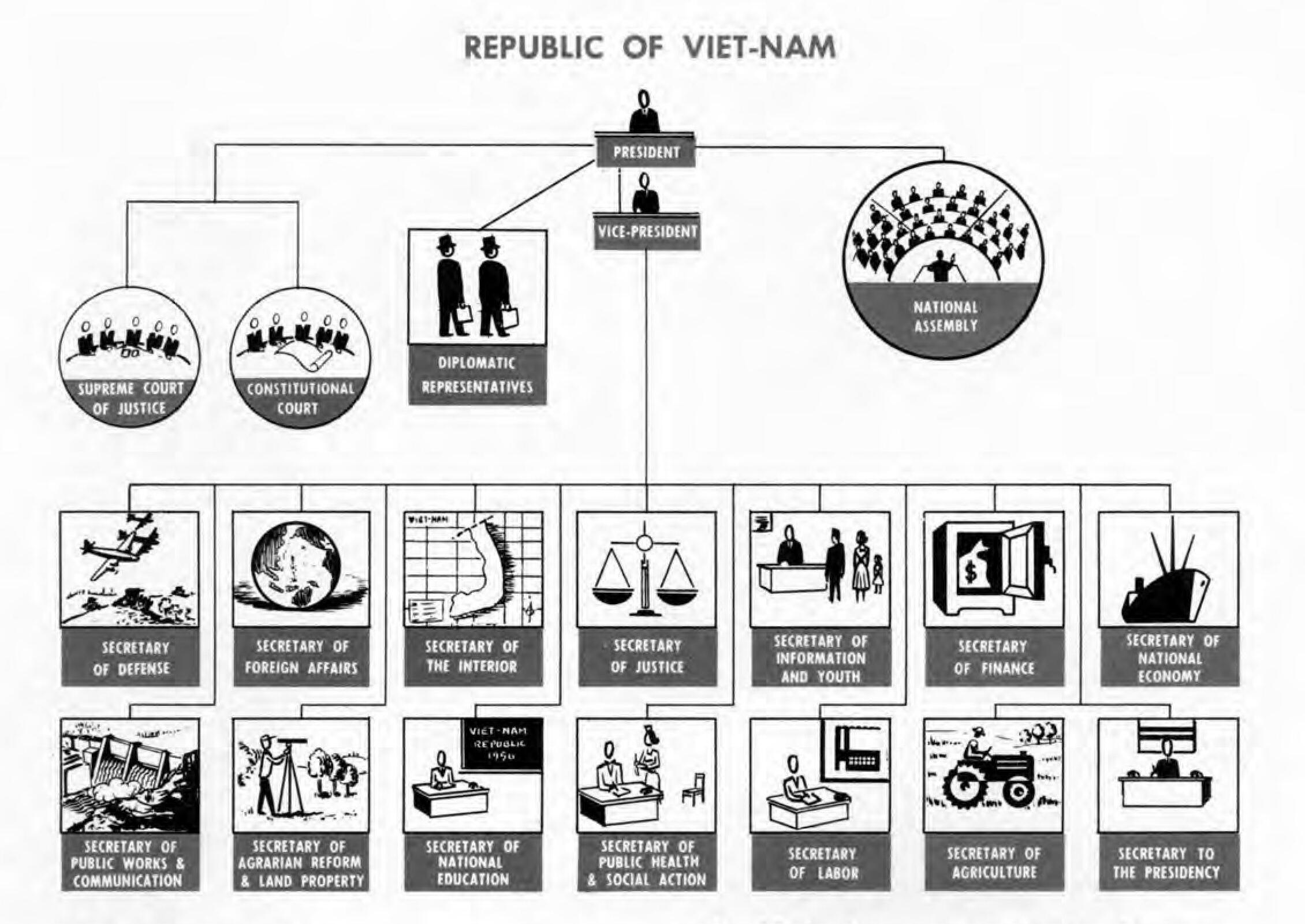
1956年越南共和國之政府體制

根据1967年通过的越南共和国宪法，越南共和国效仿美国实行行政、立法和司法三权分立的原则。國會掌控立法权，地址位于西贡市大剧院和現在的胡志明市證券交易所大樓。国会包含下院和上院两院，下院有159名议员，任期4年；上院60名议员，任期6年。上院议员通过代表联名选出，而下院议员则自各地选民自行选出，数目由地方人口占比决定；每名议员大概代表50,000名选民。下院中，高棉族代表占6席，高地族代表占6席，北部民族代表占2席，占族代表占2席。国会拥有的权力包括表决法案，讨论批准国际条约和协定，决定战和问题，监督政府施政等等，并拥有若三分之二議員同意便可弹劾政府的权力（若总统否决，则必须达到四分之三議員同意才可彈劾）。地方设地方议会，议员任期三年，负责处理地方事务。
越南共和國總統拥有行政权。总统由公民选出，任期4年。总统是国家元首及共和國軍隊最高統帥，兼国家安全会议主席。总统拥有颁行法律、核定国家政策、任命总理及内阁成员、任命大使及地方行政首長、主持内阁会议、签署国际协定协议和执行戒严宵禁的权力。1974年，总统任期由4年延长至5年，且最多连任两次。副總統是总统的第一继任人，当在任的总统出缺（于任内死亡、辞职或者遭到弹劾）时，副总统将继任。同时，副总统也兼任文化教育部长、社会与经济会议主席以及少数民族会议主席。總理是国家的政府首脑，负责领导政府。总理由总统指派，负责执行国家政策。政府包括19个部，每个部门有一名部长。这19个部门包括外交部、國防部、內務部、通信部、招撫部、財政部、經濟部、司法部、农村发展部、土地改革及农渔业发展部、工程部、交通与邮电部、教育部、医疗救济部、社会部、劳动部、退伍軍人事務部、少数民族发展部及国会联络部。其中“招撫部”主要负责开展针对共产党的宣传攻势。此外，政府还包括3名国务卿，分别为文化国务卿、重建发展国务卿和国务卿办公室（文房）。
越南共和國最高法院掌握司法权。最高法院包括15名法官，每名法官的任期为6年。最高法院的权力包括解释宪法、判断法案是否合宪以及解散违宪政党等。此外，检察院是另外一个司法机构，包括9－18名检察官，由总统、国会及最高法院各指派三分之一的成员。检察院的权力包括调查腐败、调查政府人员财产情况及监督司法合法性等。

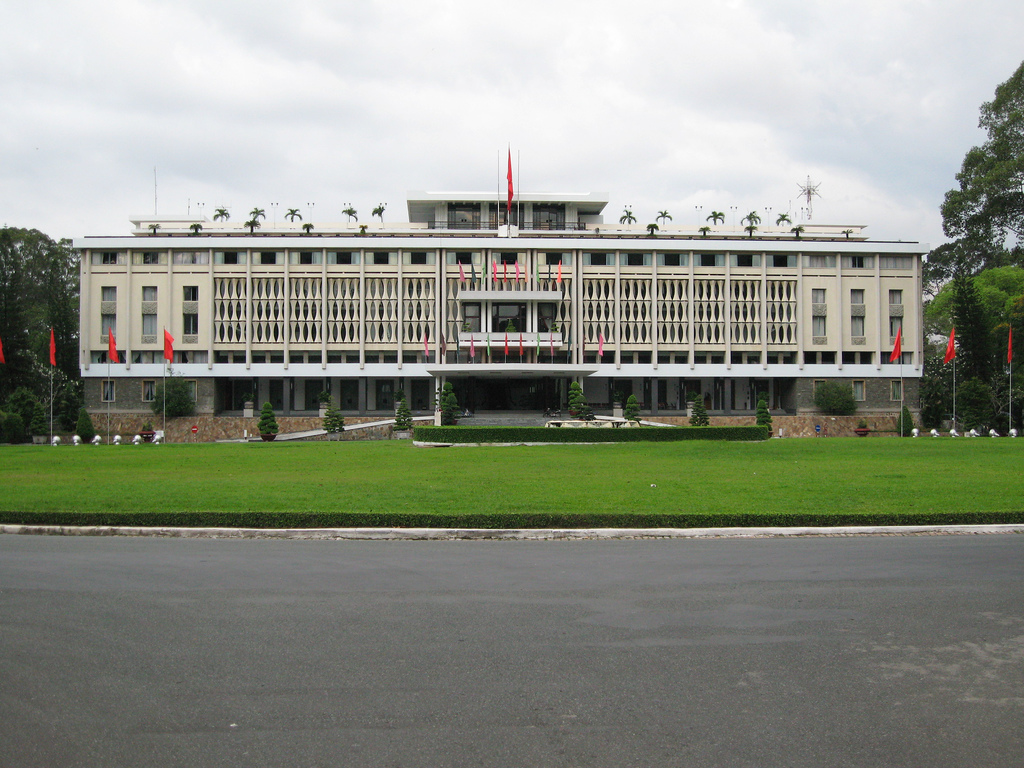
獨立宮，南越總統官邸，现名为统一宫
西贡大剧院，越南共和国国会所在地
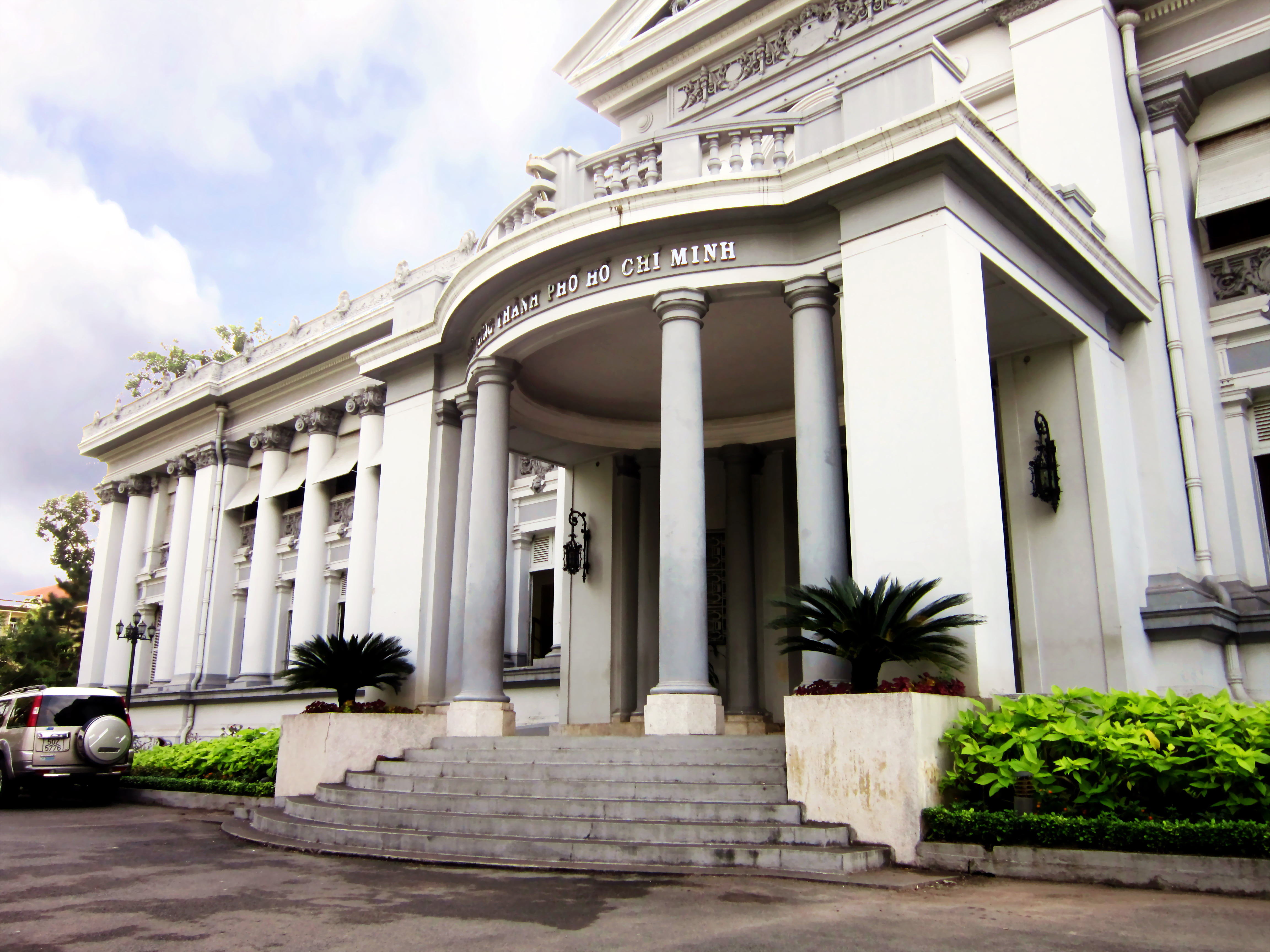
嘉隆宫，越南共和國最高法院所在地，现为胡志明市博物馆

越南共和国于其存在期间发生了多次政治变动。最初，南越的国家元首为阮朝皇帝保大，但被国民視之為法国殖民者的盟友及合作者，因此并不受欢迎。1955年，总理吴廷琰通过公投废除君主制，成立共和国，于1956年颁布新憲法。在其统治的最初五年，南越的政治、经济和社会发生了大幅变动，而这令吴廷琰变得越发独断。1963年，杨文明等越军将领在美国政府及中央情報局的支持下发动政变、刺杀了吴廷琰，而随后上台的杨文明将军又于1964年在阮庆将军發動的政變中被推翻。此后至1965年末，南越又接连发生数次政变。由文官領導的政府无力整治乱局，决定再次将权力交回军方；而军方又因缺乏政治经验，常常因对局部冲突等问题处理的分歧而引起派系纷争，使得南越政局動盪。当权者决定变更政治制度，改為總統制共和國家，由總統掌握實權。此制度随着1967年宪法的通过而定型，此后政府基本由阮文绍和阮高祺掌控。阮高祺出身于空军，喜爱西方文化，背后有着美国及其盟友的支持，但自1966年起，西方人士便开始怀疑阮高祺的政治才能；而他作为一名独断的领袖，也自然招致国民的不满。1967年，南越依新宪法举行總統選舉，獲得軍方支持的阮文绍当选，而他当选后继续实行高压政策，使得倾向于改革的选民颇为失望。1971年，阮文绍再次以压倒性的优势赢得选举，並於越战结束前卸任。杨文明是南越的最后一任总统，他就任不久便被迫向越共投降。

## 外交

截止1958年8月7日，越南共和國的國家承認情况。
越南共和國
北越
正式法理承認越南共和國的國家
法理默認越南共和國的國家
事實承認越南共和國的國家

越南共和国共得到包括美国在内的87个国家的外交承认，由于美苏冷战的原因，包括北越、中华人民共和国、苏联在内的共产主义国家不承认越南共和国。越南共和国曾是文化与科学合作组织、亚洲开发银行、世界银行、国际开发协会、国际金融公司（IFC）、国际货币基金组织、国际通信卫星组织、国际刑警组织、国际奥林匹克委员会、国际电信联盟、国际红十字运动、联合国教科文组织和万国邮政联盟等国际组织的成员国之一。1957年，美国提名南越加入联合国，联合国大会的表决结果为40票支持、8票反对。但交由联合国安理会决策时遭苏联否决，因此南越未能加入联合国。

### 美国

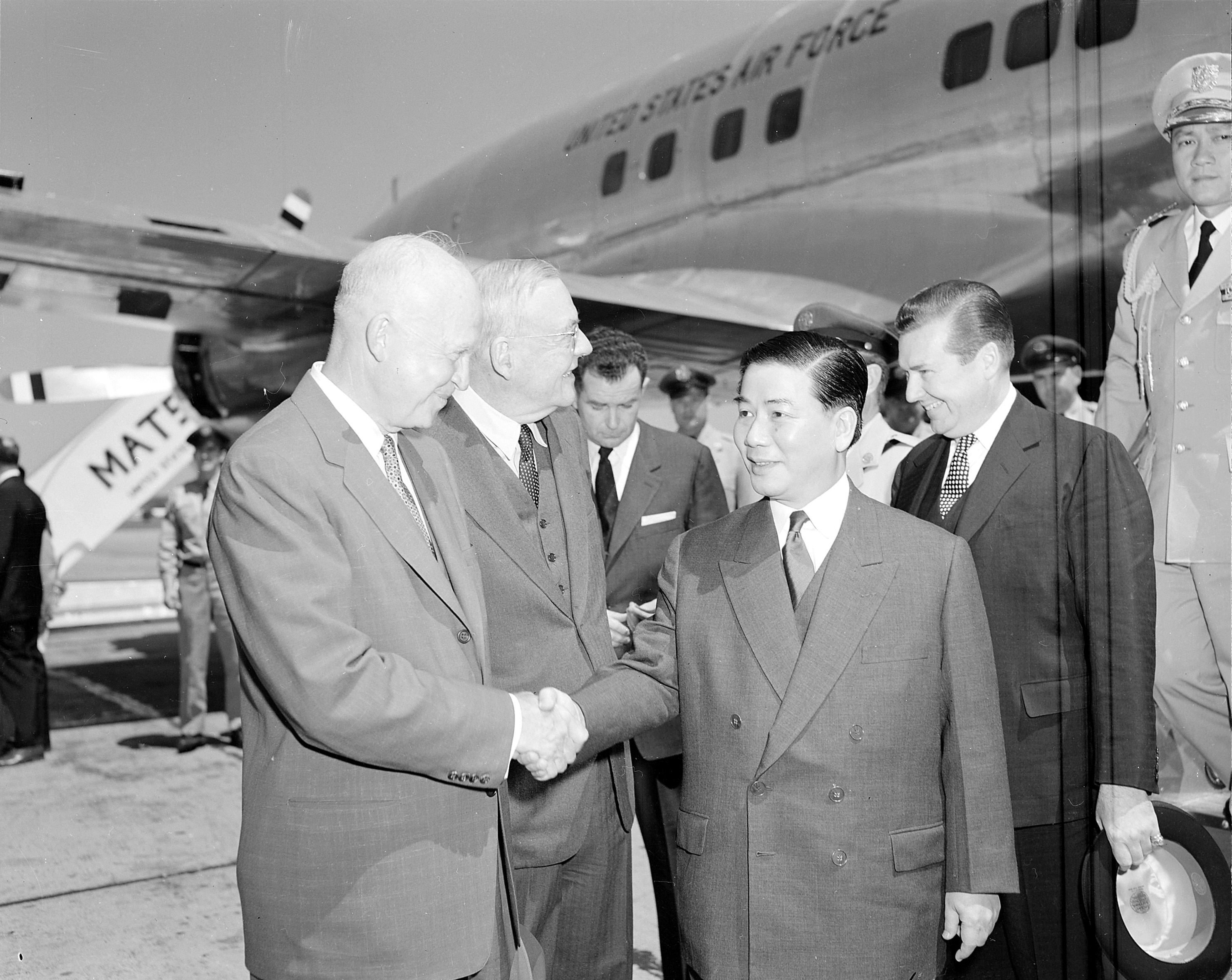
1957年，美国总统德怀特·艾森豪威尔及国务卿约翰·福斯特·杜勒斯于华盛顿国家机场同吴廷琰会见

美国作为冷战一极，是南越最为重要的邦交国，也是南越在战争期间最为重要的盟友。美国的决定对于南越的政治和军事局面有着举足轻重的影响，而这一点在战争期间最为明显。南越政府的执政常常需要参考美国顾问的意见，而军事上则更为依赖美军的建议或是协同。
1954年的日内瓦会议决定在1956年于越南就统一问题进行选举，但无论是南越还是美国都没有在协定上签字。会上，法国代表采纳了北越代表范文同提出的“选举由地方委员会监督进行”的提议，而美国则提出选举应由联合国负责监督，得到南越和英国的支持，及苏联、北越的反对。美国总统艾森豪威尔于1954年写道：“我未曾与任何一个不同意举行战时选举的印度支那专家谈过话。可能80%的越南国民都会选择共产主义的胡志明作为他们的领袖，而不是保大国长。事实上，越南人普遍认为保大缺乏领导力和驱动力，他们并不愿意为这样一个领导人而战。”五角大楼提供的材料指“吴廷琰政权在1954年至1956年确实在南越实现了奇迹”，“几乎可以肯定，投票给胡志明的国民会小于80%。”1957年，来自印度、波兰和加拿大的独立观察家于当年的国际控制委员会会议上称越南的统一选举不可能做到公正，因为南北双方的领导人都没有遵守停战协议。同年5月，吴廷琰总统到访美国，实行国事访问。

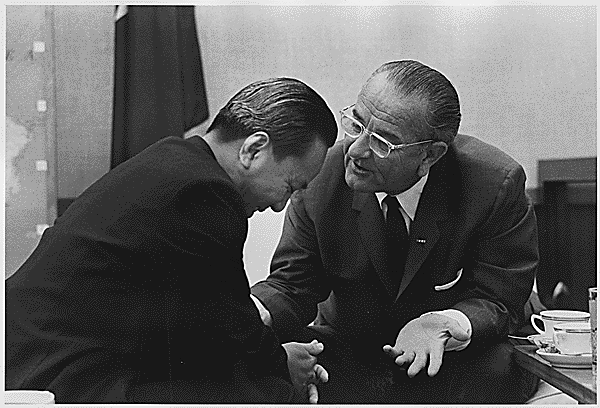
1968年，林登·约翰逊同阮文绍交谈

1960年，越南南方民族解放阵线成立，开始同南越政府在越南南方进行游击战。美国最初派军事顾问指导南越军的训练，并帮助南越设立戰略邑清剿共产党游击队，但是这个政策并不成功，正如历史学家詹姆斯·吉布森所写：“战略邑计划失败了……南越政权不能赢得农民们的支持，因为他们代表地主阶层。事实上，在政治联盟的相对稳定性以及官僚政治的运作层面上来看，南越已不存在‘政权’了，他们的地方政府工作和军事行动几乎陷入停滞；而民族解放阵线取得了很大的进展，在广阔的区域内建立起临时革命政府。” 总统约翰·肯尼迪上任后加大了对越军援的力度，他派出四倍于以往数量的军事顾问团，且允许顾问团参与作战行动；尔后他又规划政变促使吴廷琰倒台。
1965年，林登·约翰逊就任美国总统，决定直接介入越南战争。1968年，北越军及民族解放阵线发动春节攻势，虽然美军及南越军取得局部胜利、民族解放阵线的势力受到削弱，但是美国因此付出巨大代价，国内反战运动高涨。1969年，理查德·尼克松入主白宫，实行“战争越南化”政策、逐步退出越战。1973年美军基本撤出，南越和北越的战斗持续至1975年，以南越战败、无条件投降而告终。1976年7月，越南正式统一。南越駐美大使館在关闭前夕向美国国会图书馆捐赠了527卷南越电影放映带，这些在20世纪50至60年代制作的电影包括南越自由影业制作的新闻影片、纪录片、宣传片以及一些原始的视频片段。这些捐赠品至今仍藏于美国国会图书馆。

### 日本
1955年12月，日本与南越建交，雙方互設有大使館。日本在越南战争期间宣称采取中立政策，呼吁南北越双方以谈判解决争端。1969年，美國与南越曾經以高薪招募日本人到越南戰場，工作包括在拖船上擔任海員等。不少人在越南戰爭中身亡，有些在美軍船隻上工作的日本人遭到北越士兵射殺；因此，當時的日本輿論反對美國派日本人參與越南戰爭，日本亦有工會為此向美軍提出抗議。1973年9月，日本正式承认北越并与其建交。

### 中华民国

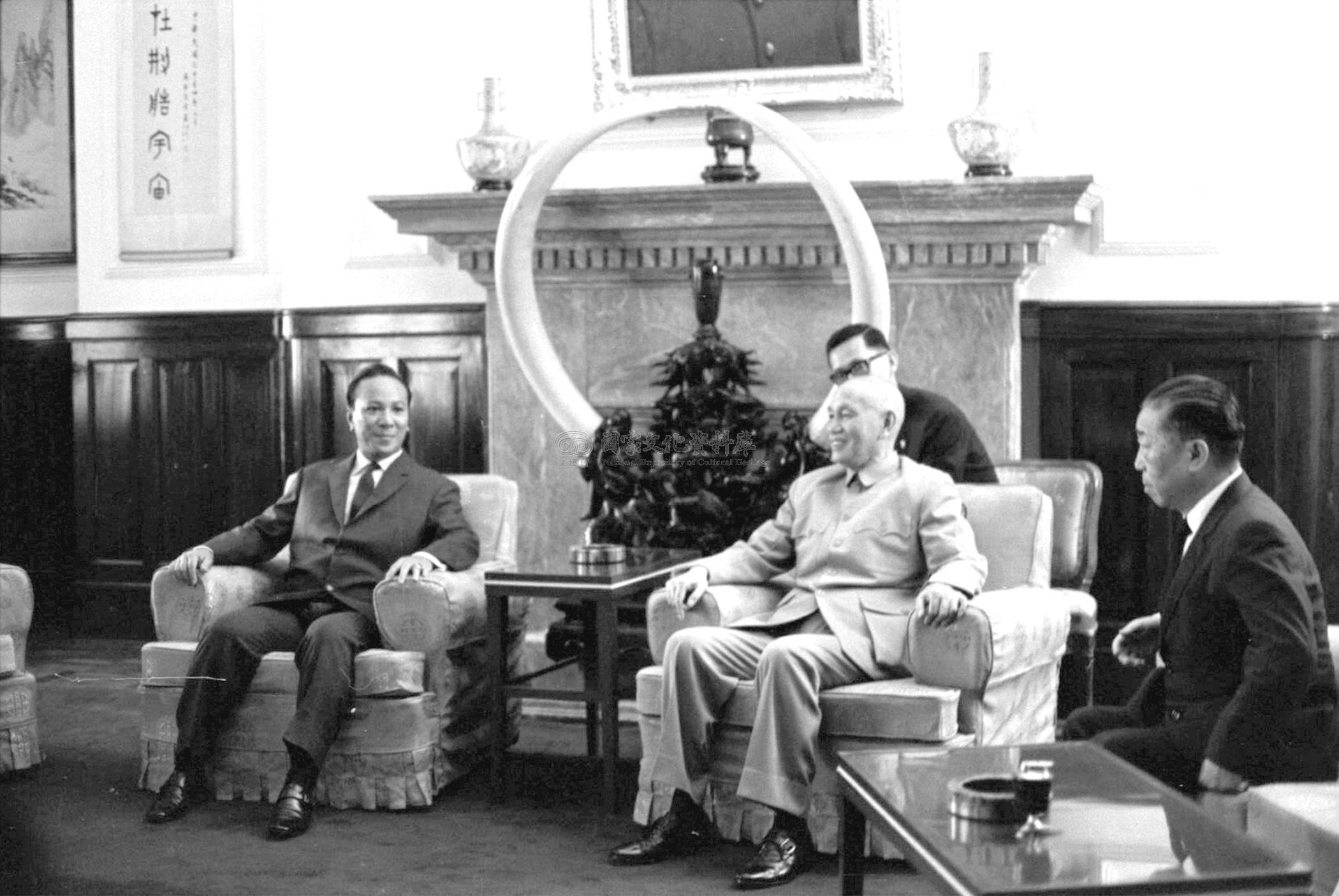
1969年5月31日，越南共和國總統阮文紹於總統府與總統蔣中正會談。

中華民國與南越擁有共同的反共立場，因此在南越第一任總統吳廷琰的帶領下，中華民國與南越的關係，相較於中華民國與其他東南亞國家的關係相當親近。1955年10月26日，中華民國承認越南共和國；12月17日，雙方建立公使級外交關係、互換使節:77。原中华民国驻西贡总领事馆改为公使馆，原总领事蒋恩铠任公使馆代办。1956年，公使袁子健到任。1957年，雙方將公使館升格為大使館。中華民國駐南越大使館設於駐越美軍司令部附近的巴斯德街47號:74，後移至徵女王街175號:75；南越駐華大使館位於寧波西街:6。1960年1月10日，吳廷琰抵台訪問，與總統蔣中正會晤；1963年3月4日至3月9日，副總統陳誠訪問越南共和国，與總統吳廷琰及副總統阮玉書會晤。1969年6月阮文紹首度抵台訪問並與蔣中正會晤。1971年阮文紹當選連任總統後，時任副總統的嚴家淦曾前往西貢參加其就職典禮。1973年4月阮文紹再次訪問中華民國。
1975年4月21日，阮文紹辭去總統後，流亡的第一站就是台灣。在當時，有相當數量的南越留學生在中華民國留學。而中華民國政府雖未直接派軍參與越南戰爭，但仍有在經濟與政治上给予南越相當程度的支持。因此中華民國駐西貢大使館亦曾遭到偽裝成華僑的越南南方民族解放陣線游擊隊攻擊。1964年至1972年中華民國駐南越大使由蔣中正之親信胡璉擔當，而南越駐中華民國大使則是由吳廷琰的弟弟擔綱。雙方首都臺北與西貢締結為姊妹市。不過，1975年4月中旬，隨著西貢市郊要塞陸續落入越共之手，中華民國駐南越大使館人員展開撤離工作，28日大使離開西貢，正式關閉。30日南越駐中華民國大使館宣布關閉:6。

### 大韩民国
1956年10月，韓國與南越建立外交關係。1960年代，基於美韓的伙伴關係，韓國於越戰當中出兵協助美軍及南越政府作戰。1965年5月17日至25日，韓國總統朴正熙出訪美國，與美國總統林登·约翰逊協商。據當時所達成的協議，韓國須出兵五萬，加入越戰。在整個60年代，韓國派赴越戰的兵員，達30萬之多。大韓民國國軍参與越南战争始于1964年9月11日的第一次派兵，止于1973年停战协定的签订。1965年9月25日成立駐越韓國軍司令部。至1966年4月，韩国國軍应美国的要求在当年朴正熙政府的指挥下共向越南派兵4次，这也是大韩民国政权首次海外派兵。1964年9月11日年派遣了1个醫務連及跆拳道教官团等后方支援部队，之后派遣了陸軍猛虎部隊与海軍陸戰隊青龍部隊，1966年依照《布朗备忘录》追加派遣了白马部队。作为后方支援，亦派遣了軍需支援团及白鷗部隊（軍醫）等一个軍級部隊的兵力。陸軍中將蔡命新擔任駐越韓國軍司令官。

### 英聯邦诸国
南越与英国关系良好，於英屬香港設有總領事館。南越也与加拿大、澳大利亚、新西蘭、马来西亚、新加坡等英联邦成员国也维持着紧密联系。但印度则仅与南越维持领事级别的外交关系。

### 其他国家
南越在东南亚的直接或间接盟友包括泰国和菲律宾。南越同柬埔寨王国的关系不佳，柬埔寨的诺罗敦·西哈努克政权不承认吴廷琰政权的合法性。1956年2月2日，吴廷琰宣布关闭越柬边境、中止贸易往来。1970年，柬埔寨的朗诺将军发动政变夺权，建立高棉共和国。朗诺政权于1970年5月5日同南越恢复外交关系。此外，南越亦与印尼、缅甸等国维持着领事级别的外交关系，但在1964年，南越宣布与印度尼西亚断交，因印尼不承认西贡政权的合法性。
南越同样得到了几乎所有的西欧国家、美洲国家和12个中东国家及22个非洲国家的外交承认，其中，伊朗帝国、巴西、西德、西班牙等是越南戰爭時期南越重要的支持者。巴拉圭、利比里亚等国家在越南战争期间，亦支持美国，并为美军与南越军提供了一些援助。美洲国家中，古巴是唯一从未与越南共和国建交的国家，古巴自1960年1月开始只承认越南民主共和国及越南南方共和国，并撤销了1955年起对越南共和国的承认。

## 人权
吴廷琰统治时期，实行迫害佛教徒的政策，引发顺化佛诞枪击案、顺化化学攻击、查抄舍利寺及釋廣德自焚等事件。而美国五角大楼提供的报告指吴廷琰政权“同同期其他亚洲政府相比更为尊重公民的人身和财产安全”。根据调查，南越有数千名政治犯。对于阮文绍政权而言，有西方媒体指责阮文绍政权迫害政治犯、打压反对派，设计一种空间狭窄的“虎笼”关押政治犯，但美国议员里奥·瑞恩提供的一份研究报告指“公众对于南越镇压人权的指责过于偏颇”，称“‘虎笼’最初系为关押一人设计，但因政治犯人数过多而不得不增加牢中人数，这与国家的其他隔离设施相比条件要好些”“……对于南越操控媒体及打压反对派的指责确实存在，狱中亦存在政治犯，但是无论是全体国民，还是反对派领袖，都未曾处在白色恐怖之中”。

## 人口
根据南越当年的人口普查，1968年南越共有人口16,259,334人，农村人口占71%，城市人口占29%，人口自然增长率为2.2%。南越的最大城市是西贡，有1,736,880人，若将郊县人口计算在内则有约2,500,000人。根据1970年的统计，南越民族组成中，京族占90%，余下的10%由华族、高地族、高棉族、占族、法国人及亚欧混血儿等组成。越南语是南越的官方语言，也是国内最主要的语言。由于殖民历史因素，法语在南越的行政、教育（中学及高校尤甚）、贸易和外交领域仍具有重要地位，且形同精英统治阶层的主要语言。而由于美国对南越的强大影响力，英语逐渐成为军事领域主要使用的语言，以及外交领域的第二语言。南越国内存在的其他语言有汉语、高棉语和高地民族语言等。

### 宗教
大乘佛教是南越的第一大宗教，天主教则是南越许多统治阶层人士所信仰的宗教，信徒也包括总统吴廷琰。南越国内的其他宗教包括高台教、和好教以及高地民族的泛灵论信仰等。

### 教育
高等教育方面，在1954年以前，西贡设有一所河内大学院分校。1954年日内瓦协议签署后，该分校改名为越南国家大学，1957年更名为西贡大学院，同年顺化又开办了顺化大学院。1973年，西贡大学进入国际排行榜，并向美国派有留学博士生进修英文课以及其他专业课程。南越国内的大学还包括大叻大学院、芹苴大学院、万行大学院和明德大学院等。1955年至1973年间，南越大学学生人数从2,000人增长到了90,000人，到1975年越共占领西贡前，南越在读的大学生约有9.3万人。而高中学生也从45,000人增长至超百万人。除了一般意义上的大学外，南越还在西贡、岘港、永隆和芽庄等地开设了两年制的高级职业学校，可为学生提供专业技术教育。

### 交通

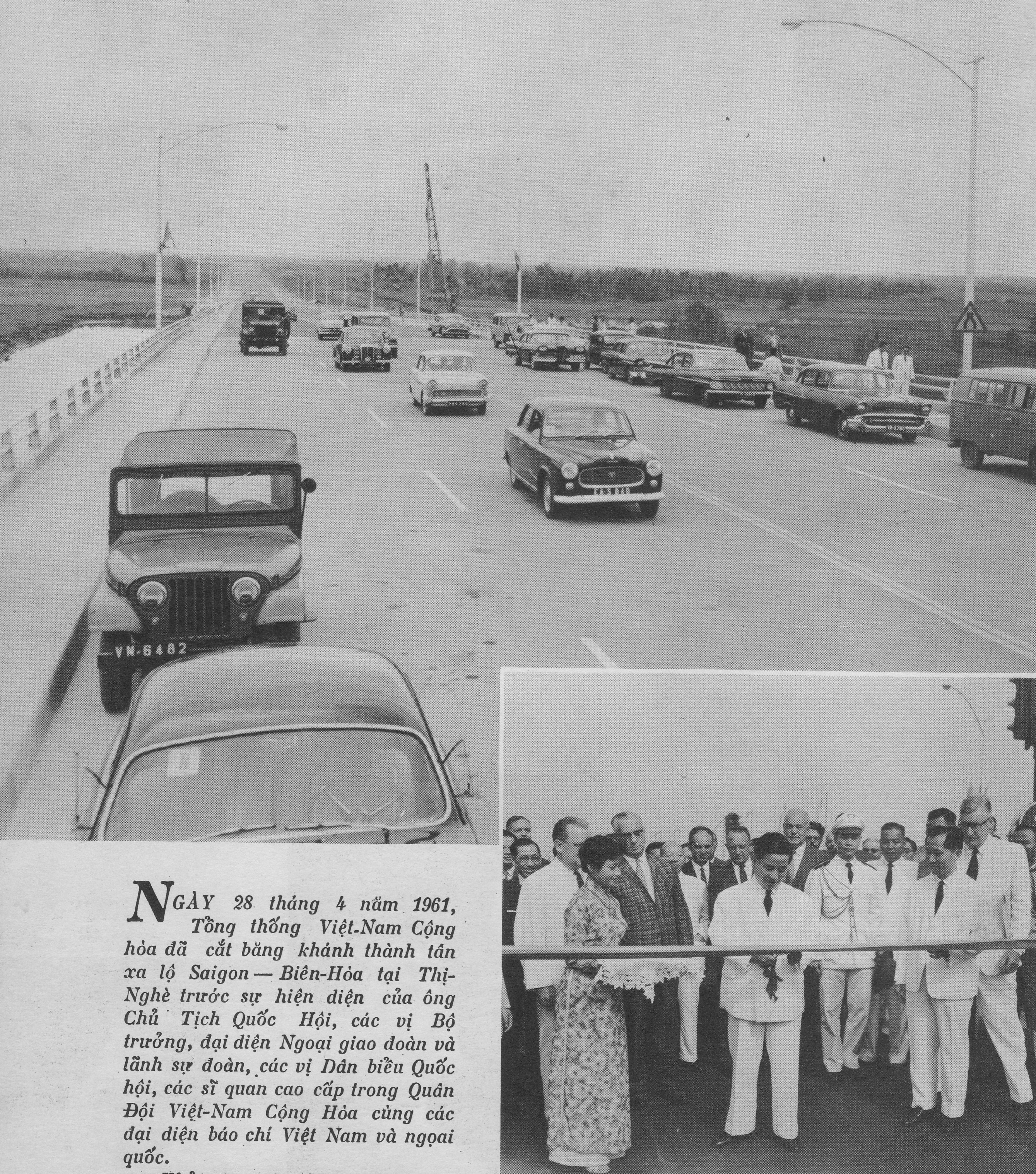
边和高速公路的开放

南越国内的机场包括新山一国际机场、金兰国际机场、岘港国际机场、芽庄国际机场、芹苴国际机场和边和国际机场等，由南越航空管理，辐射邦美蜀、金瓯、芹苴、大叻、岘港、顺化、崑嵩、芽庄、潘郎-塔占市、潘切市、富国岛、波来古、广德、广义、歸仁、迪石、三岐市、绥和、永平共19个越南国内航点。

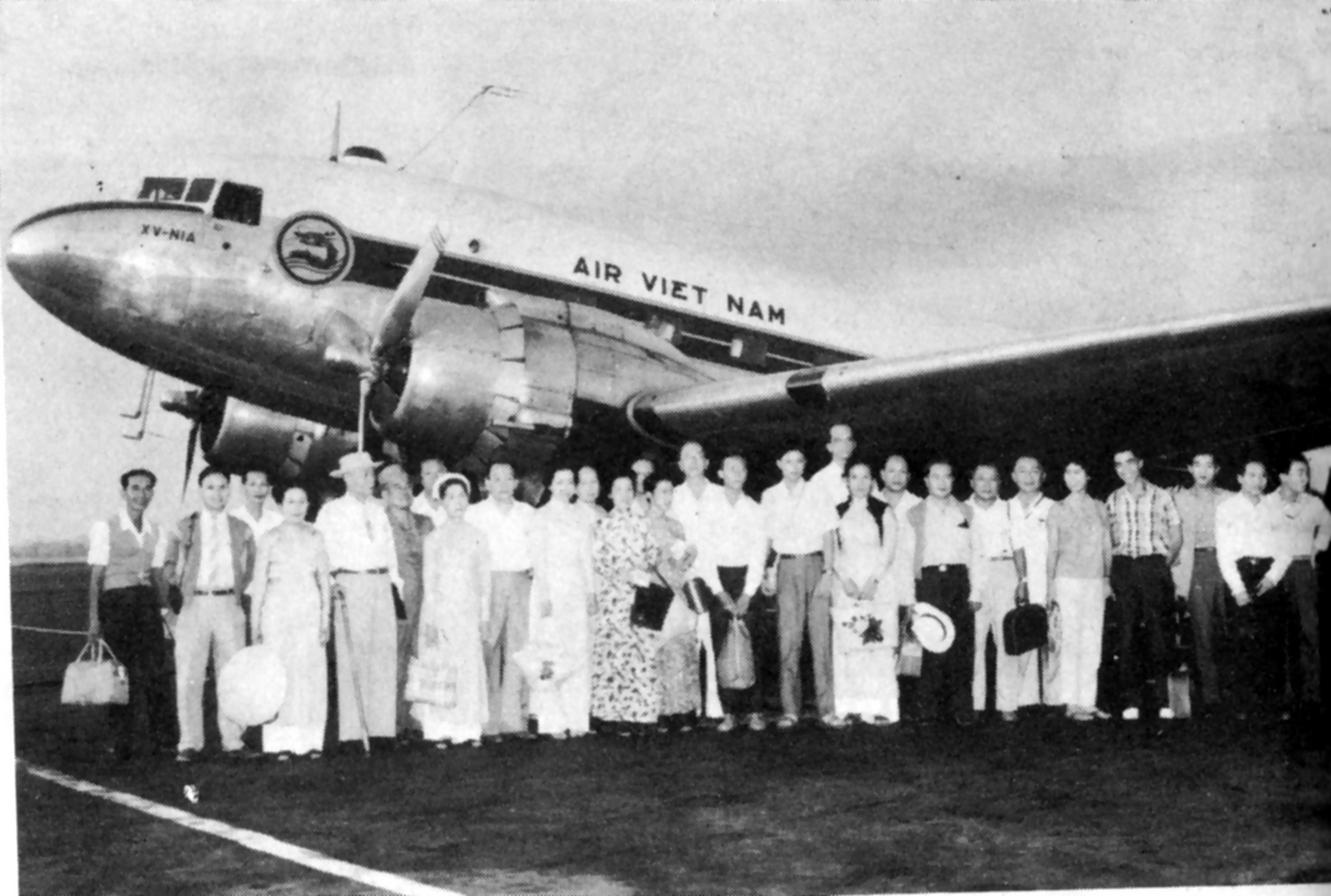
南越航空的客机和乘客，摄于1961年

南越的水路交通线总长4,780千米，重要的港口城市包括西贡、金兰、岘港、芽庄和迪石；陆路交通线总长21,000千米，其中12,000千米铺有路面；桥梁约4,000座，战争期间部分遭到破坏，但受损桥梁几乎会很快得到修缮。截止1974年，南越国内共有258,514辆车辆，其中包括35,384辆重型卡车和64,229辆轿车，统计数字不包括摩托车。1969年，由于经济受通胀拖累，政府决定禁止自国外进口车辆。
南越国内首个高速公路系统是1961年4月28日建成的边和高速公路。铁路方面，最初南越国内的主要铁路线为1936年建成的跨印度支那铁路，但在20世纪50年代便由于战争而几乎废弃，只剩下同和－岘港线及西贡－宁和线可以继续使用，1955年政府开始出资重建，于1959年基本完成。到了20世纪60年代，国内铁路线由于战事再次严重受损。根据1971年至1972年的统计，南越国内1,240千米长的铁路线中，只有57%处于运作状态，但是当时铁路运输乘客的人数仍在上升。

## 经济

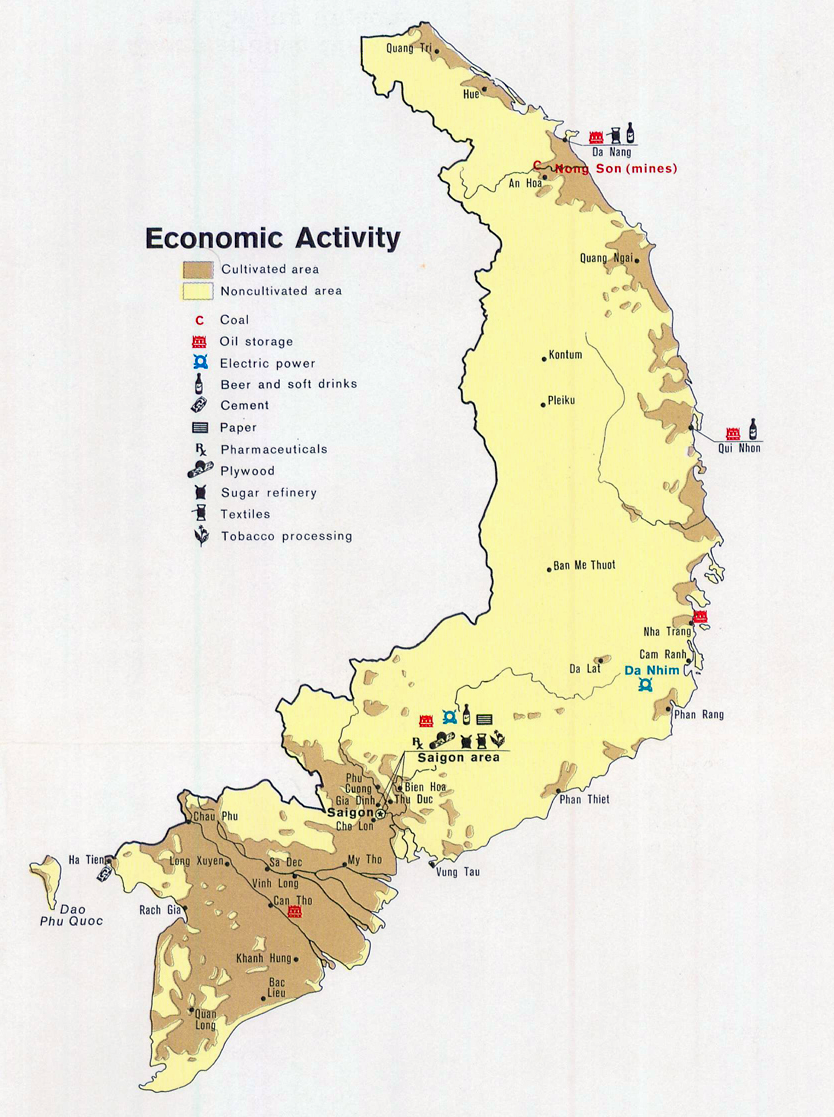
南越经济地图

南越經濟属于發展中的開放式市场经济。然而，其經濟發展類似計劃經濟，主要依靠政府的五年經濟計畫或四年經濟計畫推动。在1954年至1973年间，南越的工业规模平均每年增长6.9%，发电量增加了十四倍，稻米产量增加了203%。建國首10年，南越的經濟穩定；1965年至1969年间，南越地下经济蓬勃，引发经济萧条；连连的战事，尤其是1968年大规模的春节攻势使得经济发展受到了动摇。1973年石油危机及美国撤援使得南越經濟受到严重打击，引發高额的財政赤字，比率达200%的恶性通货膨胀和龐大的貿易逆差。1973年美国向南越援助23亿美元，但是转年便降至11亿元 。为改善经济困境，政府在不得已的情況下進行兩輪的土地改革。美国透過經濟與技術援助，在南越經濟體制內扮演了重要的角色。
华商在民间经济领域处于垄断地位，尤其是在1963年之后，华商几乎控制了南越的经济命脉，牢牢掌握生产、流通和信贷三大领域，主导市场定价。到1974年底，华商控制着食品、纺织、化工、冶金和电气行业八成以上的生产设施，华商经济产生的批发额占全南越的100%，零售额占50%以上，进出口额占90%。
| 年份           | 1956   | 1958   | 1960   | 1963   | 1965   | 1967  | 1968  | 1970   | 1972   | 1973   | 1974   |
| -------------- | ------ | ------ | ------ | ------ | ------ | ----- | ----- | ------ | ------ | ------ | ------ |
| 越南共和国     | 11.283 | 12.714 | 15.274 | 16.422 | 13.515 | -     | -     | 10.917 | 9.140  | 10.030 | 10.285 |
| 越南民主共和国 | 2.587  | -      | 4.113  | 4.702  | 6.000  | 6.406 | 6.983 | 10.689 | 11.313 | 11.145 | 11.422 |

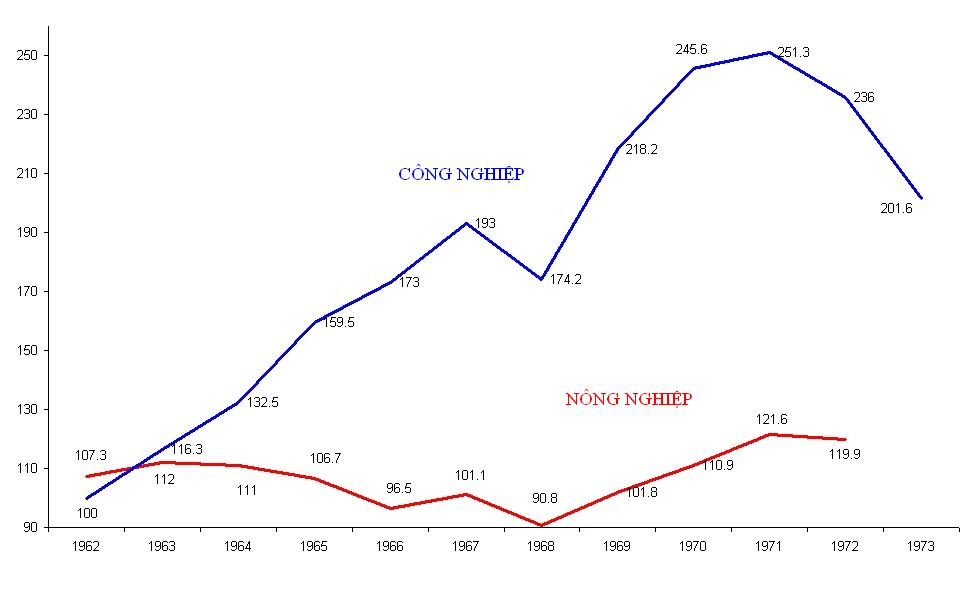
越南共和國的農業與工業發展指数。藍色曲線为工業，紅色曲線为農業
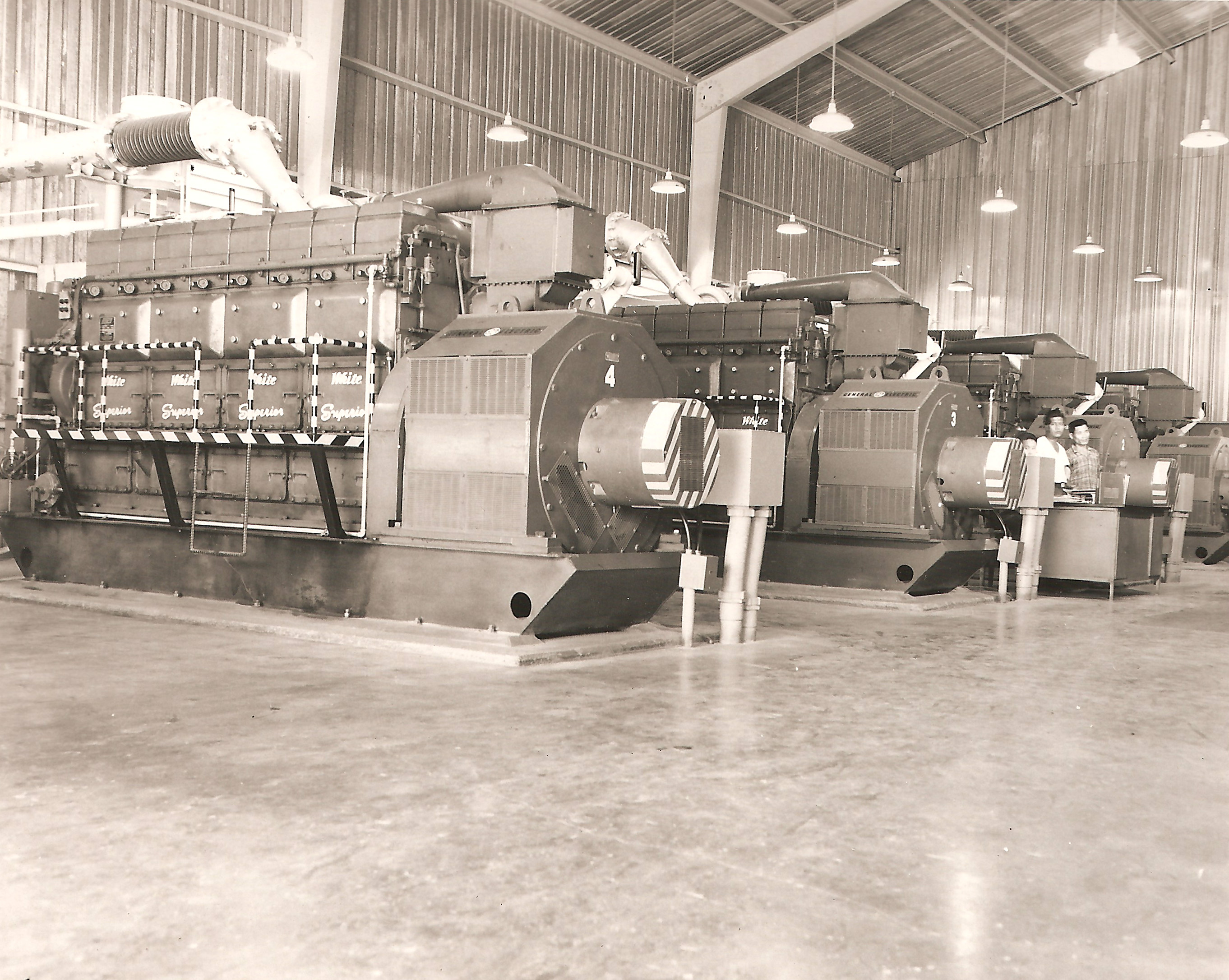
位于芽庄的发电厂，摄于1968年
西贡街景，摄于1968年
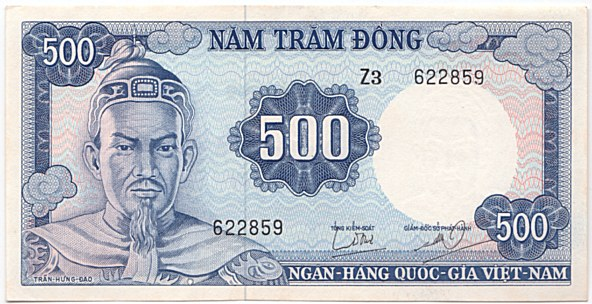
1966年南越500盾纸币，印有越南陈朝将领陈兴道

## 军事

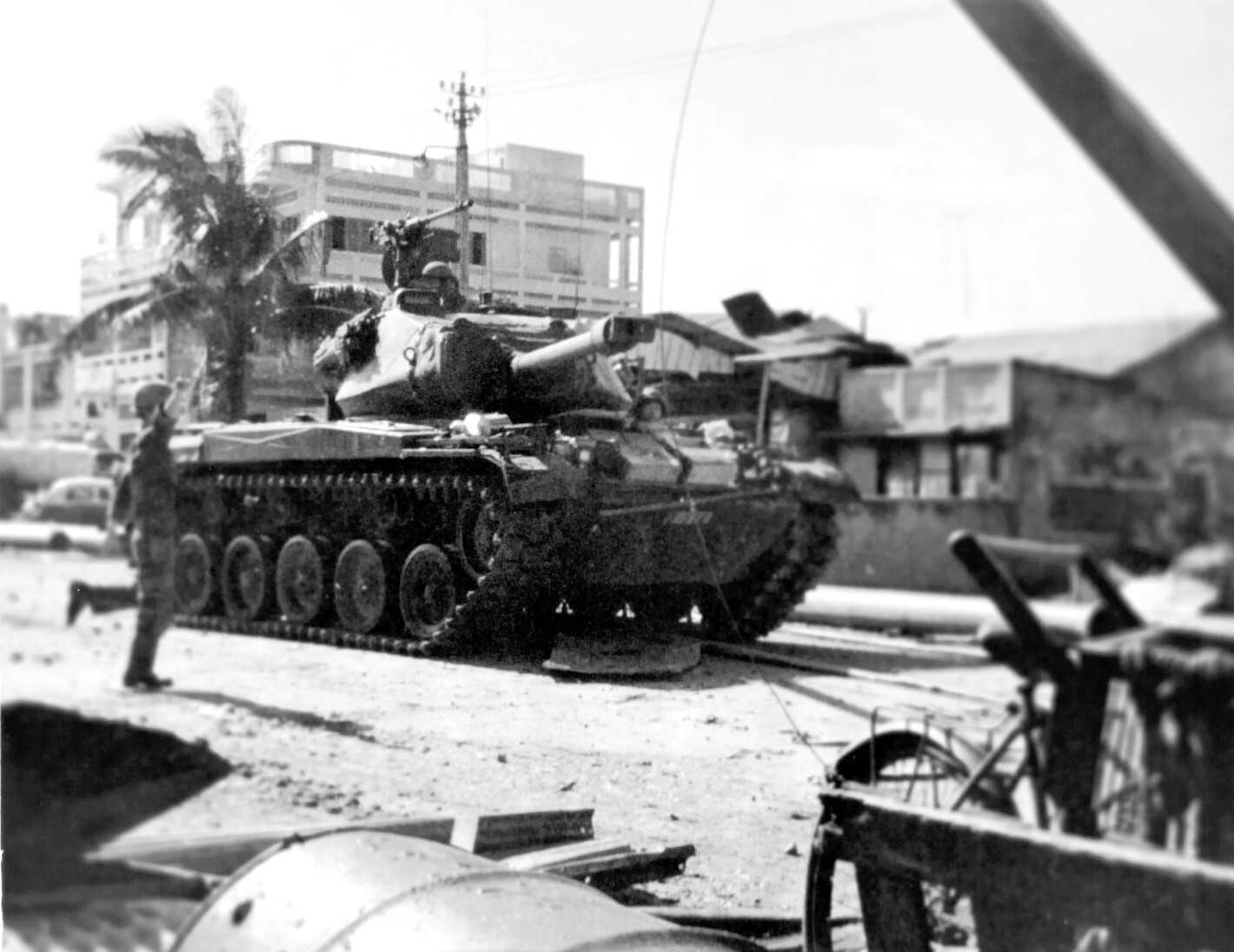
南越军使用的M41轻型坦克，摄于1960年5月

1955年12月30日，越南共和国军正式建军，包括陆军、海军、空军、义军和平民遊擊防衛群等，物资资助和武器装备支援基本由美国提供。南越政府将海陆空三军的任务定为：保护越南共和政体及国家主权；提供国内安定环境，进而维持政治、社会秩序及法规；防卫新政权免于内部、外部威胁；最终目的则是统一越南。
越南共和国军最初的作战任务是同南越境内的民解游击队作战，为此美国总统肯尼迪向南越军支援了大量物资，并派遣顾问团提供军事支持，但随后吴廷琰却利用军队以剿共名义多同高台教、和好教叛军作战及动员军队查抄佛寺等，这使得美国人对吴失去信心。1963年，吴廷琰遇刺，南越政局陷入混乱之中，军方势力举足轻重。同期的越南战场基本为美军主导同北方作战，南越军的地位日渐低微。此外南越军更深受军官腐败问题困扰，而无法组织起有效的作战，加上训练质素不高等问题，战力饱受质疑。南越军的失败战例包括1963年的北邑战役，约1,400名南越军士兵遭350人的民解游击部队击退；以及1965年的同帥戰役，此次战役中约2,000名南越军败给1,500人的民解游击队，阵亡人数416人，约是民解游击队伤亡人数的4倍。

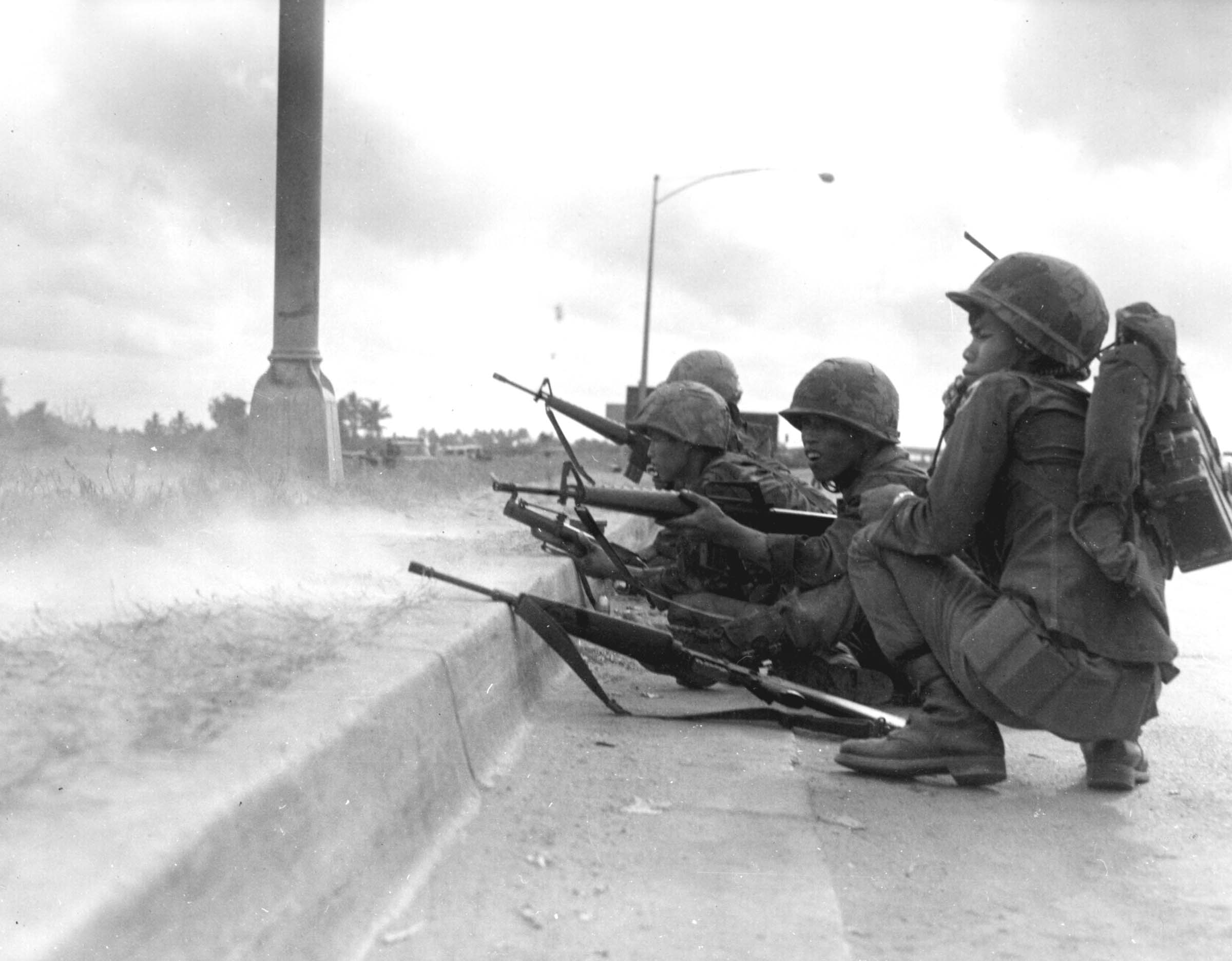
南越陆军別動軍部队在1968年春節攻勢期間於西貢街頭作戰

1969年起，美国总统理查德·尼克松开始实行战争“越南化”政策，将驻越美军自南越国土上撤出，将同北越作战的任务完全交给南越军，南越军的角色也从反游击部队转变为南北决战中南方的唯一力量。根据1969年至1971年的统计数字，每年约有22,000名南越士兵阵亡，自此前有所增长。自1968年起，南越政府开始实行扩军，至1972年已扩至百万人。1970年南越军于柬埔寨的军事进展顺利、表现上佳，他们在柬埔寨所发动的战役次数比之前美军参战期发动次数的总和还要多，而当年南越军在越南战场与北越军的作战中亦处于上风。但是，军官腐败问题是南越军的最大劣处；此外，1973年《巴黎和平协定》的签署给了疲惫的北越军喘息的机会，而此后南越军缺乏补给、支援和装备，相比于得到苏联和中华人民共和国更大力度支援的北越军丝毫不占优势；而在实行“战略邑”计划期间，南越军为清剿越共往往不顾民众安危，使得军民交恶。此皆为南越军战斗力难以质变的桎梏。
1972年，北越大将武元甲发动复活节攻势，麾大军辅以庞大的火炮和装甲部队大举南下。美国总统尼克松见状向南越派遣大规模空军支援。总统阮文绍不满战局，将战时指挥官黃春覽撤职，命吴光长接任。吴光长下令禁止士兵脱逃阵地，并在顺化布置重兵阻滞北越攻势。最终南越军基本击退北越攻势，但损失极其惨重，战力遭沉重打击。1973年美军撤离后，更陷入孤立阵地。1975年，北越发动春季攻势再度南下，失去支援的南越军队独木难支、节节败退，甚至有士兵与平民一起逃离国土。春禄战役是南越军的最后一次有组织抵抗，也以失败告终，首都西贡失去最后一道屏障。1975年4月30日，西贡陷落，杨文明宣布无条件投降。纵观整个战争，南越军约有1,394,000人阵亡及受伤。

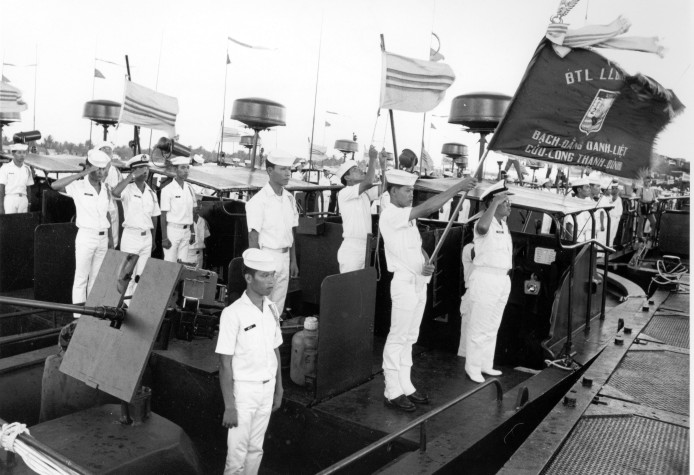
持国旗和军旗的南越海军将兵，摄于1969年9月

越南共和国海军成立于1955年8月20日，前身是法国驻越海军。南越海軍藉由接收美國海軍的艦艇和人員訓練，進行現代化和進一步發展。1962年至1964年間，南越海軍的規模展開飛快擴張，陸續建設了许多訓練設施、維修基地及支援設施，改善了通信設備和作戰網絡，也強化了組織架構和行政體系，艦艇數擴充到44艘，官兵也增至8,100人。至1967年底，南越海军已有人员16,300名、船舰65艘、河道突击队所属舟艇232艘、290艘戎克船，及其他类型船只52艘。美国的越南化政策实施后，决定将美军河上舟艇、沿海船舰分阶移交给南越海军，水上作战指挥权亦交付予南越海军司令部。1973年至1974年，美國基於《巴黎和平協約》而大幅削減對越金援，使南越海軍被迫減少一半的行動，河道作戰及巡邏活動也減少了70%。1974年1月19日，南越海軍曾與中國人民解放軍海軍為西沙群島主權而爆發小規模戰鬥，解放軍在此戰後拿下西沙群島。1975年西贡陷落后，南越海军執行了船艦撤離計劃，航向南中國海，加入了駛往菲律賓蘇比克灣的美國海軍第七艦隊船陣中。之後這些前南越海軍的船隻，大部分都編入菲律賓海軍之下。
越南共和国空军成立于1955年1月31日，最初由越南国时期一批经挑选而跟法国空军一起执行过空中勤务的越南飞行员组成。南越空军随着战争激化和美国空军的支援而扩张，到1974年的鼎盛时期，一度在下辖人员、飞机数量上成为世界规模第六大的空军，但在此之前大多未于越南上方的空战之中扮演主力角色。当1975年随着430事件而解体后，许多南越空军官兵辗转移民到美国。

## 文化

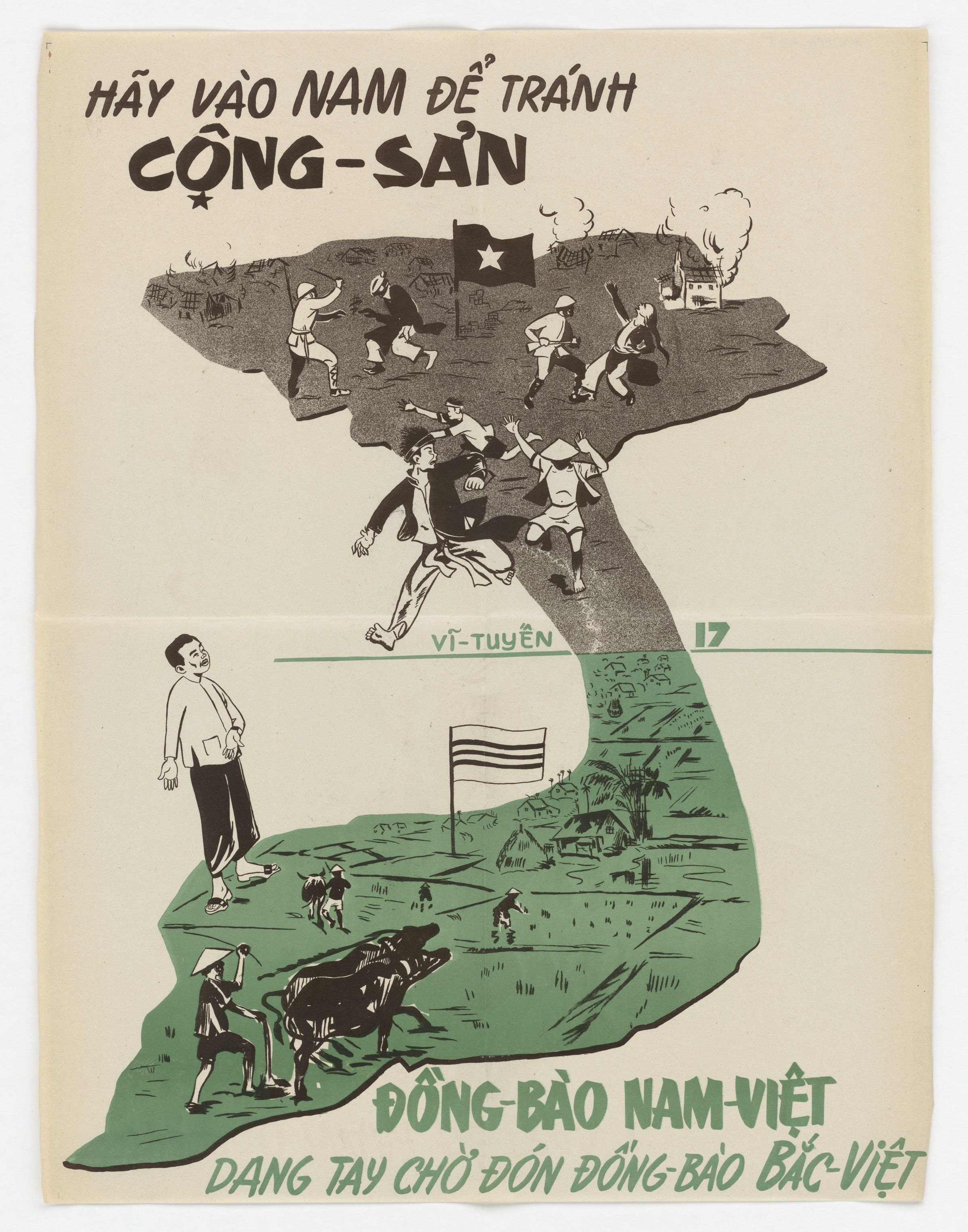
美国新闻署在1954年制作的越南語宣传画，鼓励越南民主共和国（北越）人民逃往越南共和国（南越）。画上的文字为“来到南方，逃离共产主义”、“南越同胞张开双臂欢迎北越同胞”。

越南传统文化深受中国文化影响。20世纪60年代，南越中产阶层发展壮大，国家文化也增加更多西方元素，西化加深。西贡市成为西化潮流的中心，在音乐、时尚和社会思潮方面紧随西方。

### 电影
南越制作的电影主要包括纪录片、公共訊息片及故事片。最著名的故事片是1956年的《我們想要生存》（Chúng Tôi Muốn Sống），描述了北越土地改革期间的社會悲劇。20世纪60年代中期，南越制作的电影多为战争主题，此时期的著名演员有段周茂和羅瑞新等，后又出现多部描绘战争年代个人及家庭悲剧的电影，例如嬌征主演的《无面情人》（Người tình không chân dung），清娥主演的《無光公路》，金剛和誠得主演的《路邊影》（Chiếc Bóng Bên Đường）等。此外亦有農曆新年期間公映的喜劇片，如清越主演的《不得已的百萬富翁》（Triệu Phú Bất Đắc Dĩ）。

### 媒體

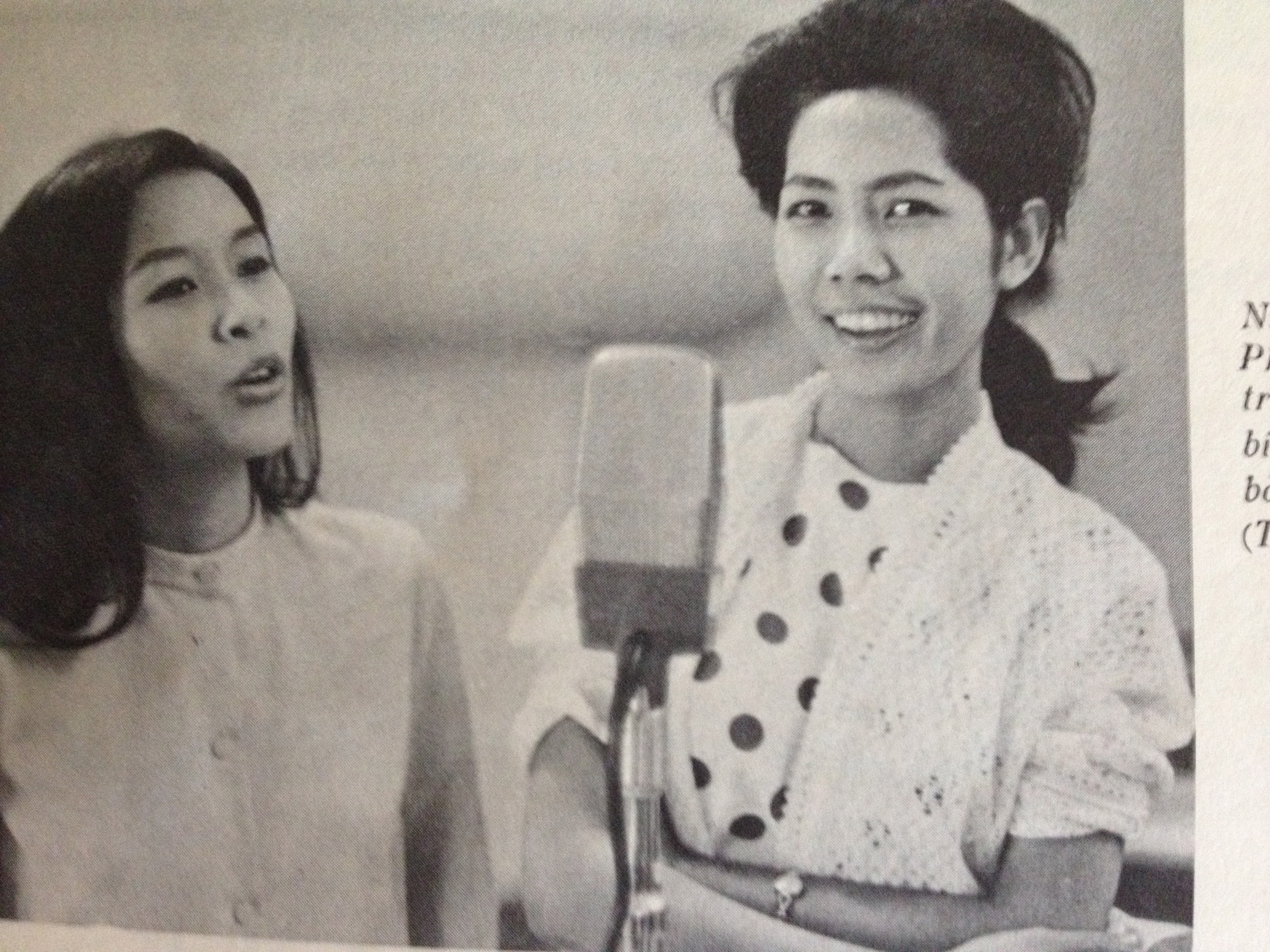
兩位女歌星心丹（Tâm đan）与芳蓉（Phương Dung）

越南廣播電台由越南共和國政府營運，该台于1956年在法国—亚洲广播电台的基础上成立:95，設有四條AM頻道和一條FM頻道。四條頻道當中，一條是全國民事廣播頻道，一條是軍隊電台，一條是法語頻道，一條是以漢語、英語、高棉語和泰語播音的外語頻道。越南廣播電台在1955年吳廷琰當權時期啟播，而楊文明則於1975年4月30日12時藉著電台宣布越南共和國投降。越共在攻陷西貢之後，成立了胡志明市人民之声广播电台，该电台即運用了原越南廣播電台的頻道波段播送節目。
電視在1966年2月7日引入南越，當地採用美國聯邦通信委員會制定的廣播規格，在晚間播放黑白電視節目。南越大部分城市都能接收電視訊號，而電視台的播映時數也從啟播時的1小時增加到1970年的6小時。其中，第9頻道是越南電視台的頻道，該頻道播放越南語新聞、娛樂、紀錄片和教育節目。當時南越民眾習慣聚在一起觀看電視。此外，南越尚有五家地方電視台。而美軍廣播電視（1967年改稱越南美軍廣播網）也曾在南越廣播，直至美軍在巴黎和平協定簽訂後撤出越南為止。
報章方面，在吴廷琰执政期间，南越境内的报纸多接受政府的资助，存在自我审查现象，吴氏政权也曾查封反对其统治的报刊:97。但根據《基督科學箴言報》在1970年的報導，南越政府在1969年12月頒布新的新聞法後，南越新聞自由在東南亞名列前茅，暢銷的日報會極力非議阮文紹總統的所為。不過，政府卻受限於《新聞法》，並因此而無法查封《早報》等30個在西貢營業的報社。

### 体育

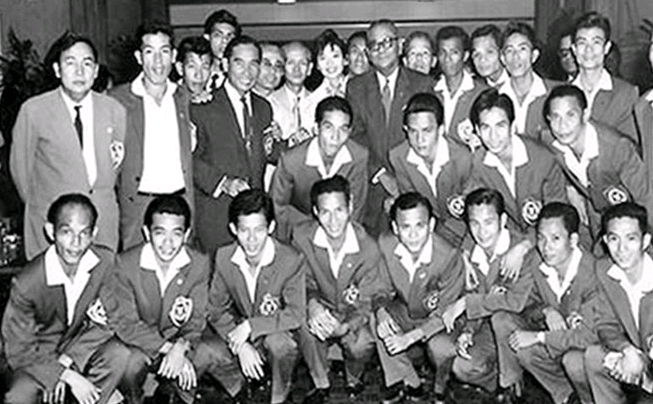
1959年泰国东南亚半岛运动会，南越国家足球队夺得足球比赛金牌

南越于1952年设立奥林匹克委员会，并以越南名义派代表团参加了1952年、1956年、1960年、1964年、1968年和1972年共6届夏季奥林匹克运动会，未曾获得奖牌。
南越国家足球队成立于1949年，参加过1974年世界杯足球赛预选赛赛事，在分档赛中以1－0的比分击败泰国队，并随后与香港队和日本队分在C组，最终2负积0分失5球出局。南越国家足球队曾参加1956年和1960年的亚洲杯足球赛，两次皆获得第4名的成绩；还参加了1964年、1968年和1976年的亚洲杯预选赛赛事，没能入围正赛。1959年泰国东南亚半岛运动会，南越队夺得足球比赛金牌，在此后的1965年、1967年、1971年和1973年的东南亚运动会中，南越队获得了2银2铜的成绩。
| 南越代表团夏季奥林匹克运动会参赛情况 | 南越代表团夏季奥林匹克运动会参赛情况 | 南越代表团夏季奥林匹克运动会参赛情况 | 南越代表团夏季奥林匹克运动会参赛情况 | 南越代表团夏季奥林匹克运动会参赛情况 | 南越代表团夏季奥林匹克运动会参赛情况 |
| ------------------------------------ | ------------------------------------ | ------------------------------------ | ------------------------------------ | ------------------------------------ | ------------------------------------ |
| 运动会                               | 人数                                 | 金牌                                 | 银牌                                 | 铜牌                                 | 总计                                 |
| 1952年赫爾辛基                       | 8                                    | 0                                    | 0                                    | 0                                    | 0                                    |
| 1956年墨爾本                         | 6                                    | 0                                    | 0                                    | 0                                    | 0                                    |
| 1960年羅馬                           | 3                                    | 0                                    | 0                                    | 0                                    | 0                                    |
| 1964年東京                           | 16                                   | 0                                    | 0                                    | 0                                    | 0                                    |
| 1968年墨西哥城                       | 9                                    | 0                                    | 0                                    | 0                                    | 0                                    |
| 1972年慕尼黑                         | 2                                    | 0                                    | 0                                    | 0                                    | 0                                    |
| 累计                                 | 44                                   | 0                                    | 0                                    | 0                                    | 0                                    |

| 南越国家足球队亚洲杯足球赛正赛战绩 | 南越国家足球队亚洲杯足球赛正赛战绩 | 南越国家足球队亚洲杯足球赛正赛战绩 | 南越国家足球队亚洲杯足球赛正赛战绩 |
| 年份                               | 轮次                               | 比分                               | 结果                               |
| ---------------------------------- | ---------------------------------- | ---------------------------------- | ---------------------------------- |
| 1956                               | 1                                  | 南越2 – 2 香港                     | 平                                 |
| 1956                               | 1                                  | 南越1 – 2 以色列                   | 负                                 |
| 1956                               | 1                                  | 南越3 – 5                          | 负                                 |
| 1960                               |                                    | 南越1 – 5                          | 负                                 |
| 1960                               | 1                                  | 南越0 – 2 中華民國                 | 负                                 |
| 1960                               | 1                                  | 南越1 – 5 以色列                   | 负                                 |

### 節日
| 日期                     | 中文名稱       | 越文名稱 | 備註                                |
| ------------------------ | -------------- | -------- | ----------------------------------- |
| 1月1日                   | 元旦           |          |                                     |
| 農曆除夕至初三           | 農曆新年       |          | 南越最重要的假期，一連四日。        |
| 農曆二月初六             | 二徵夫人節     |          |                                     |
| 農曆三月初十             | 雄王節         |          | 祭祀越南民族始祖——雄王。            |
| 3月下旬至4月下旬其中一日 | 復活節         |          |                                     |
| 4月5日                   | 清明節         |          |                                     |
| 5月1日                   | 勞動節         |          | 五一勞動節                          |
| 農曆四月初八             | 佛誕日         |          |                                     |
|                          | 升天節         |          | 紀念基督耶稣在復活四十日後升天      |
| 8月15日                  | 聖母升天節     |          |                                     |
| 農曆七月十五             | 中元節         |          |                                     |
| 9月28日                  | 孔子誕辰日     |          |                                     |
| 農曆八月二十             | 陳興道日       |          |                                     |
| 10月26日                 | 國慶日         |          | 1963年吳廷琰被政變推翻後改為11月1日 |
| 11月1日                  | 諸聖節         |          |                                     |
| 11月2日                  | 陣亡將士紀念日 |          |                                     |
| 12月6日                  | 釋迦成道日     |          |                                     |
| 12月25日                 | 聖誕節         |          |                                     |
|                          | 黎太祖日       |          |                                     |

## 行政区划

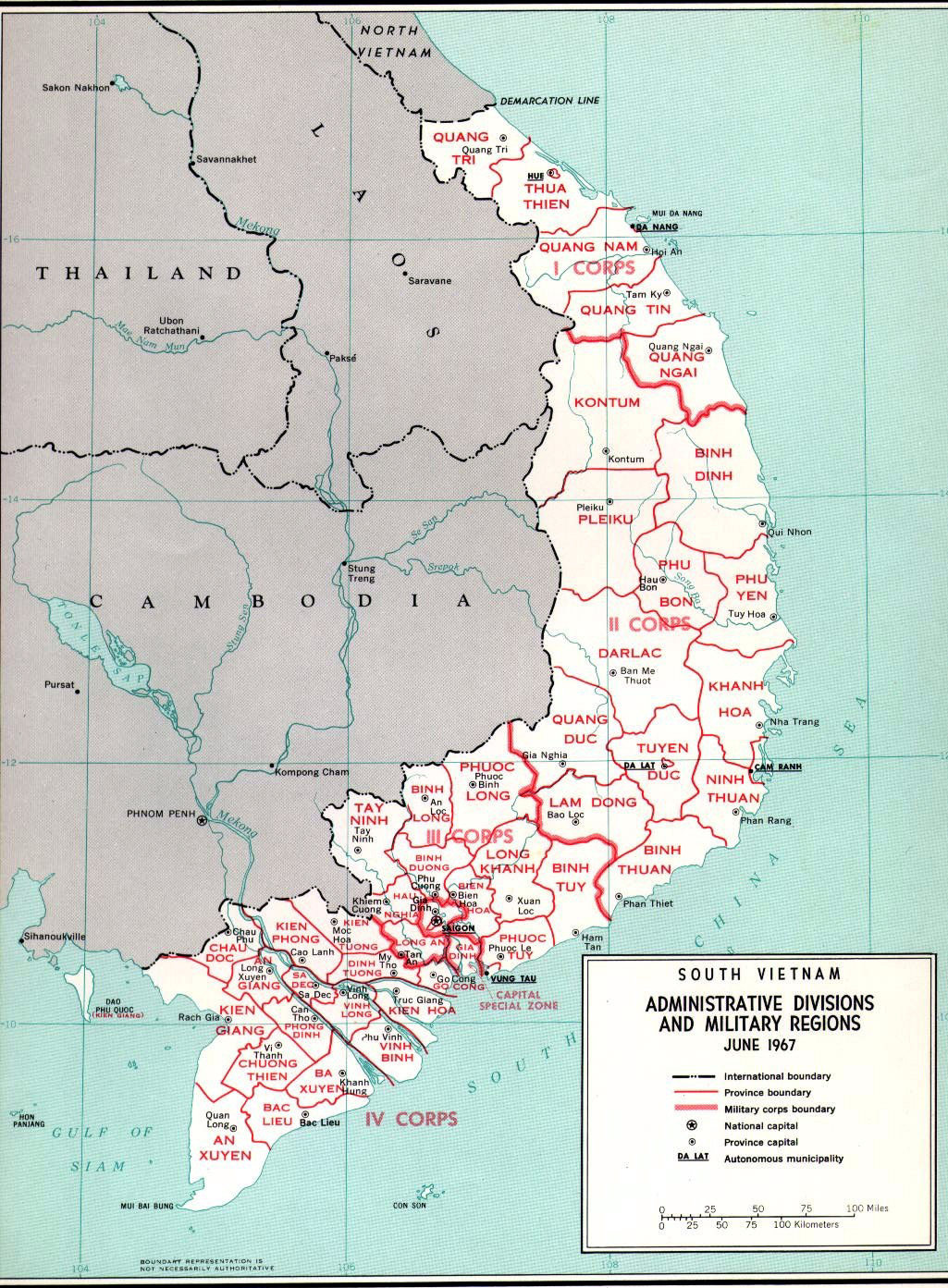
越南共和国地图

1974年，越南共和國共有44個省、11個直轄市。
| 省份中文名稱     | 省份越南文名稱 | 省莅中文名稱 | 省莅越南文名称 | 省莅所属郡社     | 下辖政区                                                                                 |
| ---------------- | -------------- | ------------ | -------------- | ---------------- | ---------------------------------------------------------------------------------------- |
| 西貢都城首都特区 |                |              |                |                  | 第一郡、第二郡、第三郡、第四郡、第五郡、第六郡、第七郡、第八郡、第九郡、第十郡、第十一郡 |
| 薄寮省           |                | 薄寮         |                | 永利郡永利社     | 福隆郡、永利郡、永周郡、架涞郡                                                           |
| 福綏省           |                | 福禮         |                | 隆礼郡福礼社     | 川木郡、隆礼郡、坦赭郡、隆田郡、德盛郡                                                   |
| 安川省           |                | 廣隆         |                | 廣隆郡新川社     | 廣隆郡、太平郡、泷翁督郡、丐渃郡、登瑞郡、南根郡                                         |
| 坚江省           |                | 迪石         |                | 迪石市社         | 坚城郡、坚新郡、坚平郡、坚安郡、孝礼郡、坚良郡、河仙郡、富国郡                           |
| 建和省           |                | 竹江         |                | 竹江郡安会社     | 竹江郡、含龙郡、敦仁郡、平大郡、墥簪郡、㖼𦓿郡、香美郡、巴知郡、盛富郡                   |
| 西寧省           |                | 西宁         |                | 富康郡泰合成社   | 谦亨郡、孝善郡、富康郡、富宁郡                                                           |
| 多樂省           |                | 邦美蜀       |                | 邦美蜀郡乐交社   | 邦美蜀郡、福安郡、芃湖郡、乐善郡                                                         |
| 慶和省           |                | 芽庄         |                | 芽庄市社         | 宁和郡、永昌郡、柑林郡、延庆郡、庆阳郡、万宁郡                                           |
| 崑嵩省           |                | 崑嵩         |                | 崑嵩郡崑嵩公伯社 | 崑嵩郡、得苏郡、得率郡                                                                   |
| 隆安省           |                | 新安         |                | 平福郡平立社     | 𤅶溧郡、守承郡、沥建郡、新柱郡、芹德郡、芹湥郡、平福郡                                   |
| 廣南省           |                | 会安         |                | 孝仁郡會安社     | 常德郡、大禄郡、奠磐郡、孝仁郡、潍川郡、德育郡、桂山郡、和荣郡、孝德郡                   |
| 廣德省           |                | 嘉義         |                | 谦德郡嘉义社     | 谦德郡、德立郡、建德郡                                                                   |
| 廣信省           |                | 三岐         |                | 三岐郡岐向社     | 三岐郡、升平郡、仙福郡、厚德郡、理信郡                                                   |
| 富本省           |                | 厚本         |                | 富善郡班宋塞社   | 富善郡、纯悯郡、富足郡                                                                   |
| 波來古省         |                | 波来古       |                | 励忠郡会富会上社 | 励忠郡、清安郡、富仁郡                                                                   |
| 廣治省           |                | 东河         |                | 枚岭郡海治社     | 东河郡、由灵郡、甘露郡、肇丰郡、向化郡、海陵郡、枚岭郡                                   |
| 廣義省           |                | 广义         |                | 思义郡甘成社     | 平山郡、茶蓬郡、山静郡、山河郡、思义郡、义行郡、慕德郡、明隆郡、德普郡、波澌郡           |
| 平定省           |                | 归仁         |                | 归仁市社         | 怀恩郡、符美郡、安足郡、符吉郡、平溪郡、安仁郡、绥福郡、三关郡、怀仁郡                   |
| 建豐省           |                | 高岭         |                | 高岭郡新润东社   | 高岭郡、鸿御郡、清平郡、美安郡、建文郡、同进郡                                           |
| 福隆省           |                | 福平         |                | 福平郡山江社     | 福平郡、布德郡、德丰郡、敦伦郡                                                           |
| 富安省           |                | 绥和         |                | 绥和郡绥和社     | 绥和郡、泷虬郡、同春郡、绥安郡、山和郡、孝昌郡                                           |
| 寧順省           |                | 潘郎         |                | 清海郡美海社     | 安福郡、油隆郡、清海郡、宝山郡、泷坡郡                                                   |
| 安江省           |                | 龙川         |                | 周城郡平德社     | 周城郡、𢄂买郡、脱诺郡、惠德郡                                                           |
| 平順省           |                | 潘切         |                | 咸顺郡潘切社     | 咸顺郡、绥丰郡、海宁郡、潘里占郡、禾多郡、善教郡、海龙郡、富贵郡                         |
| 平綏省           |                | 咸新         |                | 咸新郡福会社     | 咸新郡、怀德郡、性灵郡                                                                   |
| 承天省           |                | 顺化         |                | 顺化市社         | 广田郡、富荣郡、香茶郡、香水郡、富庶郡、南和郡、富禄郡、丰田郡、香田郡、永禄郡           |
| 平陽省           |                | 富強         |                | 周城郡富强社     | 周城郡、治心郡、富教郡、富和郡、莱眺郡、𤅶葛郡                                           |
| 永平省           |                | 富榮         |                | 周城郡隆德社     | 周城郡、强隆郡、梂棋郡、小芹郡、梂昂郡、茶句郡、龙全郡                                   |
| 宣德省           |                | 大叻         |                | 大叻市社         | 丹阳郡、德阳郡、乐阳郡                                                                   |
| 永隆省           |                | 永隆         |                | 周城郡龙洲社     | 周城郡、明德郡、泳濂郡、𢄂沥郡、三明郡、茶温郡、平明郡                                   |
| 豐盈省           |                | 芹苴         |                | 芹苴市社         | 周城郡、丰顺郡、丰富郡、丰田郡、顺仁郡、凤合郡、顺忠郡                                   |
| 彰善省           |                | 渭清         |                | 德隆郡渭清社     | 德隆郡、坚兴郡、坚善郡、隆美郡、坚隆郡                                                   |
| 鵝貢省           |                | 鵝貢         |                | 和乐郡顺隆社     | 和平郡、和同郡、和乐郡、和新郡                                                           |
| 定祥省           |                | 美湫         |                | 美湫市社         | 周城郡、𢄂𥺊郡、该礼郡、丐𦨭郡、教德郡、涔江郡、𤅶争郡                                   |
| 邊和省           |                | 边和         |                | 德修郡平略社     | 德修郡、新渊郡、公清郡、以安郡、隆城郡、仁泽郡                                           |
| 嘉定省           |                | 嘉定         |                | 旧邑郡平和社     | 旧邑郡、新平郡、守德郡、茹𦨭郡、平政郡、旭门郡、芹蒢郡、广川郡                           |
| 厚義省           |                | 謙強         |                | 德和郡和庆社     | 德和郡、德惠郡、盏盘郡、纠支郡                                                           |
| 建祥省           |                | 沐化         |                | 周城郡宣盛社     | 周城郡、建平郡、宣仁郡、宣平郡                                                           |
| 平隆省           |                | 安祿         |                | 安禄郡新立富社   | 安禄郡、禄宁郡、真诚郡                                                                   |
| 隆慶省           |                | 春祿         |                | 春祿郡春祿社     | 春禄郡、定贯郡、俭辛郡                                                                   |
| 林同省           |                | 保禄         |                | 保禄郡善乐社     | 夷灵郡、保禄郡                                                                           |
| 朱篤省           |                | 朱笃         |                | 周富郡周富社     | 周富郡、新洲郡、静边郡、知宗郡、安富郡                                                   |
| 巴川省           |                | 慶興         |                | 美川郡庆兴社     | 计策郡、顺和郡、隆富郡、美川郡、盛治郡、历会上郡、我𠄼郡、和治郡                         |
| 沙瀝省           |                | 沙沥         |                | 德盛郡新永和社   | 垃圩郡、德盛郡、德宗郡、德成郡                                                           |
| 岘港市社         |                |              |                |                  |                                                                                          |
| 顺化市社         |                |              |                |                  |                                                                                          |
| 大叻市社         |                |              |                |                  |                                                                                          |
| 头顿市社         |                |              |                |                  |                                                                                          |
| 金兰市社         |                |              |                |                  | 北郡、南郡                                                                               |
| 归仁市社         |                |              |                |                  | 仁平郡、仁定郡                                                                           |
| 美湫市社         |                |              |                |                  |                                                                                          |
| 芹苴市社         |                |              |                |                  | 第一郡、第二郡                                                                           |
| 芽庄市社         |                |              |                |                  | 第一郡、第二郡                                                                           |
| 迪石市社         |                |              |                |                  |                                                                                          |